# Lista de asteroides (414001-415000)
Esta é uma lista parcial de asteroides, do asteroide número 414001 até o 415000, inclusive. Veja também o índice com todas as listas disponíveis.

| Objeto Próximos à Terra | Cinturão de asteroides (interno) | Cinturão de asteroides (externo) | Centauro       |
| Cruzador de Marte       | Cinturão de asteroides (meio)    | Troianos de Júpiter              | Transnetuniano |

Veja mais dados de cada asteroide na ligação externa para o Minor Planet Center na última coluna.
Índice: 414001... 414101... 414201... 414301... 414401... 414501... 414601... 414701... 414801... 414901... 

## 414001–414100
| Designação      | Designação | Descoberta  | Descoberta      | Descobridor(es)     | Categoria | Mais informações / Referência |
| Permanente      | Provisória | Data        | Local           | Descobridor(es)     | Categoria | Mais informações / Referência |
| --------------- | ---------- | ----------- | --------------- | ------------------- | --------- | ----------------------------- |
| 414001          | 2007 FQ23  | 20 mar 2007 | Kitt Peak       | Spacewatch          | —         | MPC                           |
| 414002          | 2007 FP48  | 26 mar 2007 | Kitt Peak       | Spacewatch          | Eos       | MPC                           |
| 414003          | 2007 FC49  | 26 mar 2007 | Kitt Peak       | Spacewatch          | —         | MPC                           |
| 414004          | 2007 GP17  | 11 abr 2007 | Kitt Peak       | Spacewatch          | Brangane  | MPC                           |
| 414005          | 2007 GR27  | 15 mar 2007 | Kitt Peak       | Spacewatch          | Flora     | MPC                           |
| 414006          | 2007 GO32  | 8 abr 2007  | Kitt Peak       | Spacewatch          | Eos       | MPC                           |
| 414007          | 2007 GJ46  | 14 abr 2007 | Kitt Peak       | Spacewatch          | —         | MPC                           |
| 414008          | 2007 GN49  | 15 abr 2007 | Socorro         | LINEAR              | —         | MPC                           |
| 414009          | 2007 GR57  | 15 abr 2007 | Kitt Peak       | Spacewatch          | —         | MPC                           |
| 414010          | 2007 GJ71  | 14 abr 2007 | Kitt Peak       | Spacewatch          | —         | MPC                           |
| 414011          | 2007 GO73  | 15 abr 2007 | Catalina        | CSS                 | —         | MPC                           |
| 414012          | 2007 GT74  | 14 abr 2007 | Mount Lemmon    | Mount Lemmon Survey | —         | MPC                           |
| 414013          | 2007 HZ33  | 19 abr 2007 | Kitt Peak       | Spacewatch          | —         | MPC                           |
| 414014          | 2007 HB36  | 19 abr 2007 | Kitt Peak       | Spacewatch          | —         | MPC                           |
| 414015          | 2007 HN41  | 20 abr 2007 | Kitt Peak       | Spacewatch          | —         | MPC                           |
| 414016          | 2007 HZ44  | 13 mar 2007 | Mount Lemmon    | Mount Lemmon Survey | —         | MPC                           |
| 414017          | 2007 HG64  | 22 abr 2007 | Mount Lemmon    | Mount Lemmon Survey | —         | MPC                           |
| 414018          | 2007 HP67  | 23 abr 2007 | Kitt Peak       | Spacewatch          | —         | MPC                           |
| 414019          | 2007 HT72  | 22 abr 2007 | Kitt Peak       | Spacewatch          | —         | MPC                           |
| 414020          | 2007 HA93  | 19 abr 2007 | Mount Lemmon    | Mount Lemmon Survey | —         | MPC                           |
| 414021          | 2007 HH97  | 22 abr 2007 | Mount Lemmon    | Mount Lemmon Survey | —         | MPC                           |
| 414022          | 2007 JW44  | 11 mai 2007 | Mount Lemmon    | Mount Lemmon Survey | —         | MPC                           |
| 414023          | 2007 LA4   | 11 mai 2007 | Mount Lemmon    | Mount Lemmon Survey | —         | MPC                           |
| 414024          | 2007 LB11  | 9 jun 2007  | Kitt Peak       | Spacewatch          | —         | MPC                           |
| 414025          | 2007 LO15  | 7 mai 2007  | Mount Lemmon    | Mount Lemmon Survey | —         | MPC                           |
| 414026 Bochonko | 2007 LX29  | 11 jun 2007 | Mauna Kea       | D. D. Balam         | —         | MPC                           |
| 414027          | 2007 MF13  | 22 jun 2007 | Kitt Peak       | Spacewatch          | —         | MPC                           |
| 414028          | 2007 MD27  | 17 jun 2007 | Kitt Peak       | Spacewatch          | —         | MPC                           |
| 414029          | 2007 OK1   | 16 jul 2007 | La Sagra        | Mallorca Obs.       | —         | MPC                           |
| 414030          | 2007 PC5   | 5 ago 2007  | Socorro         | LINEAR              | —         | MPC                           |
| 414031          | 2007 PM28  | 13 ago 2007 | Socorro         | LINEAR              | —         | MPC                           |
| 414032          | 2007 PJ34  | 8 ago 2007  | Socorro         | LINEAR              | —         | MPC                           |
| 414033          | 2007 QT5   | 18 ago 2007 | Purple Mountain | PMO NEO             | —         | MPC                           |
| 414034          | 2007 RE28  | 4 set 2007  | Catalina        | CSS                 | —         | MPC                           |
| 414035          | 2007 RX36  | 10 ago 2007 | Kitt Peak       | Spacewatch          | —         | MPC                           |
| 414036          | 2007 RH56  | 9 set 2007  | Kitt Peak       | Spacewatch          | —         | MPC                           |
| 414037          | 2007 RK64  | 10 set 2007 | Mount Lemmon    | Mount Lemmon Survey | —         | MPC                           |
| 414038          | 2007 RX86  | 10 set 2007 | Mount Lemmon    | Mount Lemmon Survey | —         | MPC                           |
| 414039          | 2007 RL104 | 3 set 2007  | Catalina        | CSS                 | —         | MPC                           |
| 414040          | 2007 RA105 | 11 set 2007 | Mount Lemmon    | Mount Lemmon Survey | —         | MPC                           |
| 414041          | 2007 RY118 | 11 set 2007 | Kitt Peak       | Spacewatch          | —         | MPC                           |
| 414042          | 2007 RX133 | 11 set 2007 | Mount Lemmon    | Mount Lemmon Survey | —         | MPC                           |
| 414043          | 2007 RB146 | 21 ago 2007 | Anderson Mesa   | LONEOS              | —         | MPC                           |
| 414044          | 2007 RK159 | 12 set 2007 | Mount Lemmon    | Mount Lemmon Survey | —         | MPC                           |
| 414045          | 2007 RY161 | 13 set 2007 | Mount Lemmon    | Mount Lemmon Survey | —         | MPC                           |
| 414046          | 2007 RY163 | 9 out 2004  | Kitt Peak       | Spacewatch          | —         | MPC                           |
| 414047          | 2007 RW197 | 15 out 2004 | Mount Lemmon    | Mount Lemmon Survey | —         | MPC                           |
| 414048          | 2007 RD209 | 16 jan 2005 | Kitt Peak       | Spacewatch          | —         | MPC                           |
| 414049          | 2007 RQ210 | 11 set 2007 | Kitt Peak       | Spacewatch          | —         | MPC                           |
| 414050          | 2007 RC211 | 11 set 2007 | Kitt Peak       | Spacewatch          | —         | MPC                           |
| 414051          | 2007 RC213 | 12 set 2007 | Anderson Mesa   | LONEOS              | —         | MPC                           |
| 414052          | 2007 RV228 | 11 set 2007 | Kitt Peak       | Spacewatch          | —         | MPC                           |
| 414053          | 2007 RL250 | 9 set 2007  | Kitt Peak       | Spacewatch          | —         | MPC                           |
| 414054          | 2007 RZ264 | 15 set 2007 | Mount Lemmon    | Mount Lemmon Survey | —         | MPC                           |
| 414055          | 2007 RL270 | 15 set 2007 | Mount Lemmon    | Mount Lemmon Survey | —         | MPC                           |
| 414056          | 2007 RW270 | 15 set 2007 | Kitt Peak       | Spacewatch          | —         | MPC                           |
| 414057          | 2007 RK284 | 11 set 2007 | Kitt Peak       | Spacewatch          | —         | MPC                           |
| 414058          | 2007 RY285 | 15 set 2007 | Mount Lemmon    | Mount Lemmon Survey | —         | MPC                           |
| 414059          | 2007 RM295 | 14 set 2007 | Mount Lemmon    | Mount Lemmon Survey | —         | MPC                           |
| 414060          | 2007 RC302 | 15 set 2007 | Kitt Peak       | Spacewatch          | —         | MPC                           |
| 414061          | 2007 RF318 | 11 set 2007 | Catalina        | CSS                 | —         | MPC                           |
| 414062          | 2007 SE17  | 30 set 2007 | Kitt Peak       | Spacewatch          | —         | MPC                           |
| 414063          | 2007 SG17  | 12 set 2007 | Mount Lemmon    | Mount Lemmon Survey | —         | MPC                           |
| 414064          | 2007 SM19  | 21 set 2007 | Purple Mountain | PMO NEO             | —         | MPC                           |
| 414065          | 2007 SO19  | 24 set 2007 | Kitt Peak       | Spacewatch          | —         | MPC                           |
| 414066          | 2007 SZ20  | 21 set 2007 | XuYi            | PMO NEO             | —         | MPC                           |
| 414067          | 2007 SB22  | 21 set 2007 | XuYi            | PMO NEO             | —         | MPC                           |
| 414068          | 2007 TX20  | 10 out 2007 | Cordell-Lorenz  | Cordell–Lorenz Obs. | —         | MPC                           |
| 414069          | 2007 TM30  | 8 set 2007  | Mount Lemmon    | Mount Lemmon Survey | —         | MPC                           |
| 414070          | 2007 TS33  | 12 set 2007 | Mount Lemmon    | Mount Lemmon Survey | —         | MPC                           |
| 414071          | 2007 TN54  | 8 set 2007  | Mount Lemmon    | Mount Lemmon Survey | —         | MPC                           |
| 414072          | 2007 TD57  | 4 out 2007  | Kitt Peak       | Spacewatch          | —         | MPC                           |
| 414073          | 2007 TJ58  | 4 out 2007  | Kitt Peak       | Spacewatch          | —         | MPC                           |
| 414074          | 2007 TO64  | 7 out 2007  | Mount Lemmon    | Mount Lemmon Survey | —         | MPC                           |
| 414075          | 2007 TU69  | 11 set 2007 | Mount Lemmon    | Mount Lemmon Survey | —         | MPC                           |
| 414076          | 2007 TV77  | 5 out 2007  | Kitt Peak       | Spacewatch          | —         | MPC                           |
| 414077          | 2007 TA93  | 23 mar 2006 | Kitt Peak       | Spacewatch          | —         | MPC                           |
| 414078          | 2007 TH103 | 8 out 2007  | Mount Lemmon    | Mount Lemmon Survey | —         | MPC                           |
| 414079          | 2007 TU107 | 4 out 2007  | Catalina        | CSS                 | —         | MPC                           |
| 414080          | 2007 TL116 | 24 ago 2007 | Kitt Peak       | Spacewatch          | —         | MPC                           |
| 414081          | 2007 TV122 | 6 out 2007  | Kitt Peak       | Spacewatch          | —         | MPC                           |
| 414082          | 2007 TN123 | 15 set 2007 | Mount Lemmon    | Mount Lemmon Survey | —         | MPC                           |
| 414083          | 2007 TZ126 | 6 out 2007  | Kitt Peak       | Spacewatch          | —         | MPC                           |
| 414084          | 2007 TY153 | 9 out 2007  | Socorro         | LINEAR              | —         | MPC                           |
| 414085          | 2007 TG156 | 9 out 2007  | Socorro         | LINEAR              | —         | MPC                           |
| 414086          | 2007 TV165 | 4 out 2007  | Kitt Peak       | Spacewatch          | —         | MPC                           |
| 414087          | 2007 TY166 | 6 out 2007  | Socorro         | LINEAR              | —         | MPC                           |
| 414088          | 2007 TQ177 | 9 set 2007  | Mount Lemmon    | Mount Lemmon Survey | —         | MPC                           |
| 414089          | 2007 TL181 | 8 out 2007  | Anderson Mesa   | LONEOS              | —         | MPC                           |
| 414090          | 2007 TS192 | 5 out 2007  | Kitt Peak       | Spacewatch          | —         | MPC                           |
| 414091          | 2007 TA199 | 16 jan 2005 | Kitt Peak       | Spacewatch          | —         | MPC                           |
| 414092          | 2007 TG212 | 7 out 2007  | Kitt Peak       | Spacewatch          | —         | MPC                           |
| 414093          | 2007 TD213 | 7 out 2007  | Kitt Peak       | Spacewatch          | —         | MPC                           |
| 414094          | 2007 TD216 | 7 out 2007  | Kitt Peak       | Spacewatch          | —         | MPC                           |
| 414095          | 2007 TF222 | 25 set 2007 | Mount Lemmon    | Mount Lemmon Survey | —         | MPC                           |
| 414096          | 2007 TD229 | 8 out 2007  | Kitt Peak       | Spacewatch          | —         | MPC                           |
| 414097          | 2007 TH231 | 8 out 2007  | Mount Lemmon    | Mount Lemmon Survey | —         | MPC                           |
| 414098          | 2007 TT242 | 8 out 2007  | Catalina        | CSS                 | —         | MPC                           |
| 414099          | 2007 TR243 | 8 out 2007  | Catalina        | CSS                 | —         | MPC                           |
| 414100          | 2007 TG268 | 14 set 2007 | Mount Lemmon    | Mount Lemmon Survey | —         | MPC                           |

## 414101–414200
| Designação | Designação | Descoberta  | Descoberta       | Descobridor(es)     | Categoria | Mais informações / Referência |
| Permanente | Provisória | Data        | Local            | Descobridor(es)     | Categoria | Mais informações / Referência |
| ---------- | ---------- | ----------- | ---------------- | ------------------- | --------- | ----------------------------- |
| 414101     | 2007 TF281 | 19 set 2007 | Kitt Peak        | Spacewatch          | —         | MPC                           |
| 414102     | 2007 TJ298 | 15 set 2007 | Mount Lemmon     | Mount Lemmon Survey | —         | MPC                           |
| 414103     | 2007 TQ318 | 12 out 2007 | Kitt Peak        | Spacewatch          | —         | MPC                           |
| 414104     | 2007 TX320 | 14 out 2007 | Mount Lemmon     | Mount Lemmon Survey | —         | MPC                           |
| 414105     | 2007 TT332 | 9 fev 2005  | Mount Lemmon     | Mount Lemmon Survey | —         | MPC                           |
| 414106     | 2007 TK385 | 15 out 2007 | Catalina         | CSS                 | —         | MPC                           |
| 414107     | 2007 TS386 | 24 jul 2003 | Campo Imperatore | CINEOS              | —         | MPC                           |
| 414108     | 2007 TM401 | 15 out 2007 | Catalina         | CSS                 | —         | MPC                           |
| 414109     | 2007 TZ448 | 9 out 2007  | Mount Lemmon     | Mount Lemmon Survey | —         | MPC                           |
| 414110     | 2007 UM18  | 17 out 2007 | Anderson Mesa    | LONEOS              | —         | MPC                           |
| 414111     | 2007 UR21  | 10 set 2007 | Mount Lemmon     | Mount Lemmon Survey | —         | MPC                           |
| 414112     | 2007 UD23  | 8 out 2007  | Mount Lemmon     | Mount Lemmon Survey | —         | MPC                           |
| 414113     | 2007 UQ29  | 25 set 2007 | Mount Lemmon     | Mount Lemmon Survey | —         | MPC                           |
| 414114     | 2007 UM33  | 16 out 2007 | Mount Lemmon     | Mount Lemmon Survey | —         | MPC                           |
| 414115     | 2007 UW34  | 12 out 2007 | Socorro          | LINEAR              | —         | MPC                           |
| 414116     | 2007 UG35  | 19 out 2007 | Catalina         | CSS                 | —         | MPC                           |
| 414117     | 2007 UE49  | 24 out 2007 | Mount Lemmon     | Mount Lemmon Survey | —         | MPC                           |
| 414118     | 2007 UZ49  | 24 out 2007 | Mount Lemmon     | Mount Lemmon Survey | —         | MPC                           |
| 414119     | 2007 UN63  | 30 out 2007 | Mount Lemmon     | Mount Lemmon Survey | —         | MPC                           |
| 414120     | 2007 UC68  | 30 out 2007 | Catalina         | CSS                 | —         | MPC                           |
| 414121     | 2007 UF68  | 16 mar 2005 | Mount Lemmon     | Mount Lemmon Survey | Mitidika  | MPC                           |
| 414122     | 2007 UN68  | 8 out 2007  | Mount Lemmon     | Mount Lemmon Survey | —         | MPC                           |
| 414123     | 2007 UQ87  | 30 out 2007 | Kitt Peak        | Spacewatch          | —         | MPC                           |
| 414124     | 2007 UQ131 | 16 out 2007 | Kitt Peak        | Spacewatch          | —         | MPC                           |
| 414125     | 2007 UP138 | 20 out 2007 | Socorro          | LINEAR              | —         | MPC                           |
| 414126     | 2007 UR139 | 24 out 2007 | Mount Lemmon     | Mount Lemmon Survey | —         | MPC                           |
| 414127     | 2007 VR9   | 10 out 2007 | Mount Lemmon     | Mount Lemmon Survey | —         | MPC                           |
| 414128     | 2007 VS43  | 1 nov 2007  | Kitt Peak        | Spacewatch          | —         | MPC                           |
| 414129     | 2007 VL50  | 9 out 2007  | Kitt Peak        | Spacewatch          | —         | MPC                           |
| 414130     | 2007 VJ51  | 1 nov 2007  | Kitt Peak        | Spacewatch          | —         | MPC                           |
| 414131     | 2007 VA57  | 20 out 2007 | Mount Lemmon     | Mount Lemmon Survey | —         | MPC                           |
| 414132     | 2007 VJ62  | 1 nov 2007  | Kitt Peak        | Spacewatch          | —         | MPC                           |
| 414133     | 2007 VG65  | 1 nov 2007  | Kitt Peak        | Spacewatch          | —         | MPC                           |
| 414134     | 2007 VQ84  | 6 nov 2007  | 7300 Observatory | W. K. Y. Yeung      | —         | MPC                           |
| 414135     | 2007 VU102 | 3 nov 2007  | Kitt Peak        | Spacewatch          | —         | MPC                           |
| 414136     | 2007 VB145 | 4 nov 2007  | Kitt Peak        | Spacewatch          | —         | MPC                           |
| 414137     | 2007 VC166 | 5 nov 2007  | Kitt Peak        | Spacewatch          | —         | MPC                           |
| 414138     | 2007 VB217 | 9 nov 2007  | Kitt Peak        | Spacewatch          | —         | MPC                           |
| 414139     | 2007 VY223 | 13 out 2007 | Mount Lemmon     | Mount Lemmon Survey | —         | MPC                           |
| 414140     | 2007 VL239 | 13 nov 2007 | Kitt Peak        | Spacewatch          | —         | MPC                           |
| 414141     | 2007 VQ247 | 13 nov 2007 | Mount Lemmon     | Mount Lemmon Survey | —         | MPC                           |
| 414142     | 2007 VG256 | 13 nov 2007 | Mount Lemmon     | Mount Lemmon Survey | —         | MPC                           |
| 414143     | 2007 VR273 | 8 mar 2005  | Mount Lemmon     | Mount Lemmon Survey | —         | MPC                           |
| 414144     | 2007 VC285 | 5 nov 2007  | Kitt Peak        | Spacewatch          | —         | MPC                           |
| 414145     | 2007 VB292 | 15 set 2007 | Mount Lemmon     | Mount Lemmon Survey | Mitidika  | MPC                           |
| 414146     | 2007 VU293 | 5 nov 2007  | Kitt Peak        | Spacewatch          | —         | MPC                           |
| 414147     | 2007 VH310 | 7 nov 2007  | Mount Lemmon     | Mount Lemmon Survey | —         | MPC                           |
| 414148     | 2007 VE313 | 6 nov 2007  | Kitt Peak        | Spacewatch          | —         | MPC                           |
| 414149     | 2007 VJ335 | 8 nov 2007  | Kitt Peak        | Spacewatch          | —         | MPC                           |
| 414150     | 2007 WK5   | 11 set 2007 | Kitt Peak        | Spacewatch          | —         | MPC                           |
| 414151     | 2007 WG11  | 14 out 2007 | Kitt Peak        | Spacewatch          | —         | MPC                           |
| 414152     | 2007 WM26  | 10 out 2007 | Kitt Peak        | Spacewatch          | —         | MPC                           |
| 414153     | 2007 WK28  | 11 out 2007 | Kitt Peak        | Spacewatch          | —         | MPC                           |
| 414154     | 2007 WC40  | 17 nov 2007 | Mount Lemmon     | Mount Lemmon Survey | —         | MPC                           |
| 414155     | 2007 WO43  | 19 nov 2007 | Kitt Peak        | Spacewatch          | —         | MPC                           |
| 414156     | 2007 XW5   | 16 nov 2007 | Mount Lemmon     | Mount Lemmon Survey | —         | MPC                           |
| 414157     | 2007 XU18  | 11 dez 2007 | Skylive          | F. Tozzi            | —         | MPC                           |
| 414158     | 2007 XC59  | 14 dez 2007 | Mount Lemmon     | Mount Lemmon Survey | —         | MPC                           |
| 414159     | 2007 YC3   | 2 nov 2007  | Kitt Peak        | Spacewatch          | —         | MPC                           |
| 414160     | 2007 YJ12  | 17 dez 2007 | Mount Lemmon     | Mount Lemmon Survey | —         | MPC                           |
| 414161     | 2007 YO45  | 30 dez 2007 | Mount Lemmon     | Mount Lemmon Survey | Mitidika  | MPC                           |
| 414162     | 2007 YD70  | 31 dez 2007 | Mount Lemmon     | Mount Lemmon Survey | —         | MPC                           |
| 414163     | 2008 AF13  | 10 jan 2008 | Mount Lemmon     | Mount Lemmon Survey | —         | MPC                           |
| 414164     | 2008 AW32  | 11 jan 2008 | Kitt Peak        | Spacewatch          | —         | MPC                           |
| 414165     | 2008 AS61  | 11 jan 2008 | Kitt Peak        | Spacewatch          | —         | MPC                           |
| 414166     | 2008 AU67  | 11 jan 2008 | Kitt Peak        | Spacewatch          | —         | MPC                           |
| 414167     | 2008 AX82  | 21 nov 2007 | Mount Lemmon     | Mount Lemmon Survey | —         | MPC                           |
| 414168     | 2008 AB89  | 11 nov 2007 | Mount Lemmon     | Mount Lemmon Survey | Mitidika  | MPC                           |
| 414169     | 2008 AA91  | 13 jan 2008 | Kitt Peak        | Spacewatch          | —         | MPC                           |
| 414170     | 2008 AS97  | 14 jan 2008 | Kitt Peak        | Spacewatch          | —         | MPC                           |
| 414171     | 2008 AG99  | 14 jan 2008 | Kitt Peak        | Spacewatch          | —         | MPC                           |
| 414172     | 2008 AR102 | 13 jan 2008 | Kitt Peak        | Spacewatch          | —         | MPC                           |
| 414173     | 2008 AU128 | 1 jan 2008  | Kitt Peak        | Spacewatch          | Mitidika  | MPC                           |
| 414174     | 2008 AK135 | 11 jan 2008 | Catalina         | CSS                 | —         | MPC                           |
| 414175     | 2008 BE14  | 19 jan 2008 | Kitt Peak        | Spacewatch          | —         | MPC                           |
| 414176     | 2008 BK32  | 30 jan 2008 | Mount Lemmon     | Mount Lemmon Survey | —         | MPC                           |
| 414177     | 2008 BE38  | 31 jan 2008 | Mount Lemmon     | Mount Lemmon Survey | —         | MPC                           |
| 414178     | 2008 CW    | 31 dez 2007 | Mount Lemmon     | Mount Lemmon Survey | Mitidika  | MPC                           |
| 414179     | 2008 CA4   | 2 fev 2008  | Mount Lemmon     | Mount Lemmon Survey | —         | MPC                           |
| 414180     | 2008 CO6   | 1 fev 2008  | Kitt Peak        | Spacewatch          | Mitidika  | MPC                           |
| 414181     | 2008 CJ33  | 2 fev 2008  | Kitt Peak        | Spacewatch          | —         | MPC                           |
| 414182     | 2008 CF39  | 2 fev 2008  | Mount Lemmon     | Mount Lemmon Survey | —         | MPC                           |
| 414183     | 2008 CS65  | 10 jan 2008 | Kitt Peak        | Spacewatch          | —         | MPC                           |
| 414184     | 2008 CR81  | 29 jun 2005 | Kitt Peak        | Spacewatch          | —         | MPC                           |
| 414185     | 2008 CE109 | 9 fev 2008  | Kitt Peak        | Spacewatch          | —         | MPC                           |
| 414186     | 2008 CN109 | 9 fev 2008  | Kitt Peak        | Spacewatch          | —         | MPC                           |
| 414187     | 2008 CL137 | 8 fev 2008  | Kitt Peak        | Spacewatch          | —         | MPC                           |
| 414188     | 2008 CZ141 | 8 fev 2008  | Kitt Peak        | Spacewatch          | —         | MPC                           |
| 414189     | 2008 CG159 | 9 fev 2008  | Kitt Peak        | Spacewatch          | —         | MPC                           |
| 414190     | 2008 CC171 | 12 fev 2008 | Mount Lemmon     | Mount Lemmon Survey | —         | MPC                           |
| 414191     | 2008 CS174 | 13 fev 2008 | Mount Lemmon     | Mount Lemmon Survey | —         | MPC                           |
| 414192     | 2008 CU192 | 7 fev 2008  | Mount Lemmon     | Mount Lemmon Survey | —         | MPC                           |
| 414193     | 2008 CZ197 | 10 fev 2008 | Mount Lemmon     | Mount Lemmon Survey | —         | MPC                           |
| 414194     | 2008 CB200 | 7 fev 2008  | Mount Lemmon     | Mount Lemmon Survey | —         | MPC                           |
| 414195     | 2008 CC210 | 1 fev 2008  | Kitt Peak        | Spacewatch          | —         | MPC                           |
| 414196     | 2008 CK210 | 2 fev 2008  | Kitt Peak        | Spacewatch          | —         | MPC                           |
| 414197     | 2008 CD215 | 13 fev 2008 | Kitt Peak        | Spacewatch          | —         | MPC                           |
| 414198     | 2008 DE6   | 18 dez 2007 | Mount Lemmon     | Mount Lemmon Survey | —         | MPC                           |
| 414199     | 2008 DT15  | 27 fev 2008 | Anderson Mesa    | LONEOS              | Juno      | MPC                           |
| 414200     | 2008 DW15  | 18 fev 2008 | Mount Lemmon     | Mount Lemmon Survey | —         | MPC                           |

## 414201–414300
| Designação | Designação | Descoberta  | Descoberta        | Descobridor(es)        | Categoria | Mais informações / Referência |
| Permanente | Provisória | Data        | Local             | Descobridor(es)        | Categoria | Mais informações / Referência |
| ---------- | ---------- | ----------- | ----------------- | ---------------------- | --------- | ----------------------------- |
| 414201     | 2008 DU36  | 27 fev 2008 | Mount Lemmon      | Mount Lemmon Survey    | —         | MPC                           |
| 414202     | 2008 DU43  | 28 fev 2008 | Kitt Peak         | Spacewatch             | —         | MPC                           |
| 414203     | 2008 DE66  | 18 jan 2008 | Mount Lemmon      | Mount Lemmon Survey    | Phocaea   | MPC                           |
| 414204     | 2008 DF66  | 28 fev 2008 | Kitt Peak         | Spacewatch             | —         | MPC                           |
| 414205     | 2008 DB67  | 29 fev 2008 | Kitt Peak         | Spacewatch             | —         | MPC                           |
| 414206     | 2008 DX77  | 9 fev 2008  | Kitt Peak         | Spacewatch             | —         | MPC                           |
| 414207     | 2008 DQ78  | 28 fev 2008 | Mount Lemmon      | Mount Lemmon Survey    | —         | MPC                           |
| 414208     | 2008 ET6   | 2 mar 2008  | Marly             | P. Kocher              | —         | MPC                           |
| 414209     | 2008 EY15  | 1 mar 2008  | Kitt Peak         | Spacewatch             | —         | MPC                           |
| 414210     | 2008 EN16  | 1 mar 2008  | Kitt Peak         | Spacewatch             | —         | MPC                           |
| 414211     | 2008 EY19  | 13 fev 2008 | Mount Lemmon      | Mount Lemmon Survey    | —         | MPC                           |
| 414212     | 2008 EU22  | 3 mar 2008  | Catalina          | CSS                    | —         | MPC                           |
| 414213     | 2008 EN42  | 4 mar 2008  | Mount Lemmon      | Mount Lemmon Survey    | —         | MPC                           |
| 414214     | 2008 ES44  | 5 mar 2008  | Kitt Peak         | Spacewatch             | —         | MPC                           |
| 414215     | 2008 EF46  | 5 mar 2008  | Kitt Peak         | Spacewatch             | —         | MPC                           |
| 414216     | 2008 EE70  | 8 fev 2008  | Catalina          | CSS                    | —         | MPC                           |
| 414217     | 2008 EN74  | 7 mar 2008  | Kitt Peak         | Spacewatch             | —         | MPC                           |
| 414218     | 2008 EZ82  | 2 fev 2008  | Mount Lemmon      | Mount Lemmon Survey    | —         | MPC                           |
| 414219     | 2008 EE126 | 10 mar 2008 | Kitt Peak         | Spacewatch             | —         | MPC                           |
| 414220     | 2008 EL152 | 10 mar 2008 | Mount Lemmon      | Mount Lemmon Survey    | —         | MPC                           |
| 414221     | 2008 EP165 | 2 mar 2008  | Mount Lemmon      | Mount Lemmon Survey    | —         | MPC                           |
| 414222     | 2008 FZ6   | 13 mar 2008 | Catalina          | CSS                    | —         | MPC                           |
| 414223     | 2008 FV7   | 10 fev 2008 | Kitt Peak         | Spacewatch             | —         | MPC                           |
| 414224     | 2008 FA18  | 27 fev 2008 | Mount Lemmon      | Mount Lemmon Survey    | —         | MPC                           |
| 414225     | 2008 FS20  | 10 mar 2008 | Mount Lemmon      | Mount Lemmon Survey    | —         | MPC                           |
| 414226     | 2008 FX28  | 28 mar 2008 | Kitt Peak         | Spacewatch             | —         | MPC                           |
| 414227     | 2008 FG41  | 28 mar 2008 | Kitt Peak         | Spacewatch             | —         | MPC                           |
| 414228     | 2008 FB51  | 9 fev 2008  | Mount Lemmon      | Mount Lemmon Survey    | —         | MPC                           |
| 414229     | 2008 FV54  | 5 mar 2008  | Kitt Peak         | Spacewatch             | —         | MPC                           |
| 414230     | 2008 FM69  | 28 mar 2008 | Mount Lemmon      | Mount Lemmon Survey    | —         | MPC                           |
| 414231     | 2008 FF70  | 28 mar 2008 | Kitt Peak         | Spacewatch             | —         | MPC                           |
| 414232     | 2008 FL70  | 28 mar 2008 | Kitt Peak         | Spacewatch             | —         | MPC                           |
| 414233     | 2008 FS72  | 30 mar 2008 | Kitt Peak         | Spacewatch             | —         | MPC                           |
| 414234     | 2008 FA74  | 31 mar 2008 | Kitt Peak         | Spacewatch             | —         | MPC                           |
| 414235     | 2008 FO76  | 27 mar 2008 | Kitt Peak         | Spacewatch             | —         | MPC                           |
| 414236     | 2008 FW79  | 10 mar 2008 | Kitt Peak         | Spacewatch             | —         | MPC                           |
| 414237     | 2008 FX105 | 31 mar 2008 | Kitt Peak         | Spacewatch             | —         | MPC                           |
| 414238     | 2008 FC106 | 31 mar 2008 | Kitt Peak         | Spacewatch             | —         | MPC                           |
| 414239     | 2008 FH112 | 30 mar 2008 | Kitt Peak         | Spacewatch             | —         | MPC                           |
| 414240     | 2008 FZ128 | 29 mar 2008 | Kitt Peak         | Spacewatch             | —         | MPC                           |
| 414241     | 2008 FY131 | 15 nov 2006 | Mount Lemmon      | Mount Lemmon Survey    | Mitidika  | MPC                           |
| 414242     | 2008 FS135 | 31 mar 2008 | Mount Lemmon      | Mount Lemmon Survey    | —         | MPC                           |
| 414243     | 2008 GW17  | 27 mar 2008 | Kitt Peak         | Spacewatch             | —         | MPC                           |
| 414244     | 2008 GO21  | 5 mar 2008  | Catalina          | CSS                    | —         | MPC                           |
| 414245     | 2008 GA24  | 10 mar 2008 | Mount Lemmon      | Mount Lemmon Survey    | —         | MPC                           |
| 414246     | 2008 GN26  | 1 abr 2008  | Kitt Peak         | Spacewatch             | —         | MPC                           |
| 414247     | 2008 GS30  | 3 abr 2008  | Mount Lemmon      | Mount Lemmon Survey    | —         | MPC                           |
| 414248     | 2008 GT31  | 26 mar 2008 | Kitt Peak         | Spacewatch             | —         | MPC                           |
| 414249     | 2008 GC32  | 3 abr 2008  | Kitt Peak         | Spacewatch             | —         | MPC                           |
| 414250     | 2008 GH36  | 3 abr 2008  | Kitt Peak         | Spacewatch             | —         | MPC                           |
| 414251     | 2008 GY36  | 3 abr 2008  | Kitt Peak         | Spacewatch             | —         | MPC                           |
| 414252     | 2008 GN37  | 3 abr 2008  | Kitt Peak         | Spacewatch             | —         | MPC                           |
| 414253     | 2008 GY41  | 29 mar 2008 | Kitt Peak         | Spacewatch             | —         | MPC                           |
| 414254     | 2008 GG75  | 3 abr 2008  | Kitt Peak         | Spacewatch             | —         | MPC                           |
| 414255     | 2008 GD77  | 7 abr 2008  | Kitt Peak         | Spacewatch             | —         | MPC                           |
| 414256     | 2008 GJ77  | 7 abr 2008  | Kitt Peak         | Spacewatch             | —         | MPC                           |
| 414257     | 2008 GZ77  | 7 abr 2008  | Kitt Peak         | Spacewatch             | —         | MPC                           |
| 414258     | 2008 GD78  | 3 abr 2008  | Kitt Peak         | Spacewatch             | —         | MPC                           |
| 414259     | 2008 GH87  | 10 abr 2008 | Kitt Peak         | Spacewatch             | —         | MPC                           |
| 414260     | 2008 GQ88  | 31 mar 2008 | Kitt Peak         | Spacewatch             | —         | MPC                           |
| 414261     | 2008 GV88  | 6 abr 2008  | Kitt Peak         | Spacewatch             | —         | MPC                           |
| 414262     | 2008 GN92  | 6 abr 2008  | Mount Lemmon      | Mount Lemmon Survey    | Juno      | MPC                           |
| 414263     | 2008 GP105 | 31 mar 2008 | Mount Lemmon      | Mount Lemmon Survey    | —         | MPC                           |
| 414264     | 2008 GN111 | 29 mar 2008 | Kitt Peak         | Spacewatch             | —         | MPC                           |
| 414265     | 2008 GC113 | 7 abr 2008  | Catalina          | CSS                    | Phocaea   | MPC                           |
| 414266     | 2008 GW121 | 13 abr 2008 | Kitt Peak         | Spacewatch             | —         | MPC                           |
| 414267     | 2008 GW123 | 2 mar 2008  | Kitt Peak         | Spacewatch             | —         | MPC                           |
| 414268     | 2008 HP    | 10 mar 2008 | Kitt Peak         | Spacewatch             | —         | MPC                           |
| 414269     | 2008 HW11  | 4 abr 2008  | Kitt Peak         | Spacewatch             | —         | MPC                           |
| 414270     | 2008 HG21  | 26 abr 2008 | Kitt Peak         | Spacewatch             | —         | MPC                           |
| 414271     | 2008 HR22  | 27 abr 2008 | Kitt Peak         | Spacewatch             | —         | MPC                           |
| 414272     | 2008 HZ32  | 29 mar 2008 | Kitt Peak         | Spacewatch             | —         | MPC                           |
| 414273     | 2008 JC4   | 1 mai 2008  | Catalina          | CSS                    | —         | MPC                           |
| 414274     | 2008 JR8   | 5 mai 2008  | Bergisch Gladbach | Bergisch Gladbach Obs. | —         | MPC                           |
| 414275     | 2008 JO21  | 5 mai 2008  | Kitt Peak         | Spacewatch             | —         | MPC                           |
| 414276     | 2008 JF32  | 1 mai 2008  | Siding Spring     | SSS                    | —         | MPC                           |
| 414277     | 2008 JU34  | 15 mai 2008 | Kitt Peak         | Spacewatch             | —         | MPC                           |
| 414278     | 2008 JW35  | 3 mai 2008  | Kitt Peak         | Spacewatch             | —         | MPC                           |
| 414279     | 2008 KB26  | 29 mai 2008 | Mount Lemmon      | Mount Lemmon Survey    | Juno      | MPC                           |
| 414280     | 2008 KD36  | 4 abr 2008  | Kitt Peak         | Spacewatch             | —         | MPC                           |
| 414281     | 2008 KA43  | 28 mai 2008 | Kitt Peak         | Spacewatch             | —         | MPC                           |
| 414282     | 2008 MN3   | 28 jun 2008 | Siding Spring     | SSS                    | —         | MPC                           |
| 414283     | 2008 MW4   | 30 jun 2008 | Vicques           | M. Ory                 | —         | MPC                           |
| 414284     | 2008 ML5   | 29 jun 2008 | Siding Spring     | SSS                    | —         | MPC                           |
| 414285     | 2008 OY    | 26 jul 2008 | La Sagra          | Mallorca Obs.          | —         | MPC                           |
| 414286     | 2008 OC6   | 29 jul 2008 | Mount Lemmon      | Mount Lemmon Survey    | —         | MPC                           |
| 414287     | 2008 OB9   | 29 jul 2008 | Mount Lemmon      | Mount Lemmon Survey    | —         | MPC                           |
| 414288     | 2008 OD16  | 28 jul 2008 | La Sagra          | Mallorca Obs.          | —         | MPC                           |
| 414289     | 2008 PU7   | 5 ago 2008  | La Sagra          | Mallorca Obs.          | Brangane  | MPC                           |
| 414290     | 2008 PY14  | 10 ago 2008 | La Sagra          | Mallorca Obs.          | —         | MPC                           |
| 414291     | 2008 PF22  | 10 ago 2008 | Črni Vrh          | Črni Vrh               | —         | MPC                           |
| 414292     | 2008 QF1   | 30 jul 2008 | Kitt Peak         | Spacewatch             | —         | MPC                           |
| 414293     | 2008 QE6   | 25 ago 2008 | Dauban            | F. Kugel               | Brangane  | MPC                           |
| 414294     | 2008 QC12  | 25 ago 2008 | La Sagra          | Mallorca Obs.          | —         | MPC                           |
| 414295     | 2008 QJ21  | 29 jul 2008 | Mount Lemmon      | Mount Lemmon Survey    | —         | MPC                           |
| 414296     | 2008 QJ44  | 23 ago 2008 | Siding Spring     | SSS                    | —         | MPC                           |
| 414297     | 2008 QY45  | 26 ago 2008 | Črni Vrh          | Črni Vrh               | —         | MPC                           |
| 414298     | 2008 RT1   | 2 set 2008  | Kitt Peak         | Spacewatch             | —         | MPC                           |
| 414299     | 2008 RV11  | 3 set 2008  | Kitt Peak         | Spacewatch             | —         | MPC                           |
| 414300     | 2008 RQ13  | 24 ago 2008 | Kitt Peak         | Spacewatch             | —         | MPC                           |

## 414301–414400
| Designação | Designação | Descoberta  | Descoberta    | Descobridor(es)     | Categoria | Mais informações / Referência |
| Permanente | Provisória | Data        | Local         | Descobridor(es)     | Categoria | Mais informações / Referência |
| ---------- | ---------- | ----------- | ------------- | ------------------- | --------- | ----------------------------- |
| 414301     | 2008 RS18  | 24 ago 2008 | Kitt Peak     | Spacewatch          | Brangane  | MPC                           |
| 414302     | 2008 RC26  | 7 set 2008  | Dauban        | F. Kugel            | —         | MPC                           |
| 414303     | 2008 RX29  | 2 set 2008  | Kitt Peak     | Spacewatch          | —         | MPC                           |
| 414304     | 2008 RA33  | 2 set 2008  | Kitt Peak     | Spacewatch          | —         | MPC                           |
| 414305     | 2008 RC43  | 2 set 2008  | Kitt Peak     | Spacewatch          | —         | MPC                           |
| 414306     | 2008 RR45  | 2 set 2008  | Kitt Peak     | Spacewatch          | —         | MPC                           |
| 414307     | 2008 RQ53  | 3 set 2008  | Kitt Peak     | Spacewatch          | —         | MPC                           |
| 414308     | 2008 RJ76  | 6 ago 2008  | Siding Spring | SSS                 | —         | MPC                           |
| 414309     | 2008 RF79  | 8 set 2008  | Taunus        | E. Schwab, R. Kling | —         | MPC                           |
| 414310     | 2008 RM85  | 5 set 2008  | Kitt Peak     | Spacewatch          | —         | MPC                           |
| 414311     | 2008 RV89  | 5 set 2008  | Kitt Peak     | Spacewatch          | —         | MPC                           |
| 414312     | 2008 RU99  | 2 set 2008  | Kitt Peak     | Spacewatch          | —         | MPC                           |
| 414313     | 2008 RQ109 | 2 set 2008  | Kitt Peak     | Spacewatch          | —         | MPC                           |
| 414314     | 2008 RC114 | 6 set 2008  | Mount Lemmon  | Mount Lemmon Survey | —         | MPC                           |
| 414315     | 2008 RP115 | 7 set 2008  | Mount Lemmon  | Mount Lemmon Survey | —         | MPC                           |
| 414316     | 2008 RX117 | 9 set 2008  | Kitt Peak     | Spacewatch          | Brangane  | MPC                           |
| 414317     | 2008 RJ124 | 6 set 2008  | Mount Lemmon  | Mount Lemmon Survey | —         | MPC                           |
| 414318     | 2008 RQ127 | 6 set 2008  | Kitt Peak     | Spacewatch          | Brangane  | MPC                           |
| 414319     | 2008 RF128 | 9 jun 2007  | Kitt Peak     | Spacewatch          | —         | MPC                           |
| 414320     | 2008 RO140 | 9 set 2008  | Mount Lemmon  | Mount Lemmon Survey | —         | MPC                           |
| 414321     | 2008 RA141 | 3 set 2008  | La Sagra      | Mallorca Obs.       | —         | MPC                           |
| 414322     | 2008 RP141 | 6 set 2008  | Mount Lemmon  | Mount Lemmon Survey | —         | MPC                           |
| 414323     | 2008 RD146 | 5 set 2008  | Kitt Peak     | Spacewatch          | —         | MPC                           |
| 414324     | 2008 SS8   | 21 ago 2008 | Kitt Peak     | Spacewatch          | —         | MPC                           |
| 414325     | 2008 SG25  | 3 set 2008  | Kitt Peak     | Spacewatch          | —         | MPC                           |
| 414326     | 2008 SU28  | 19 set 2008 | Kitt Peak     | Spacewatch          | —         | MPC                           |
| 414327     | 2008 SC64  | 21 set 2008 | Mount Lemmon  | Mount Lemmon Survey | —         | MPC                           |
| 414328     | 2008 SH77  | 23 set 2008 | Mount Lemmon  | Mount Lemmon Survey | —         | MPC                           |
| 414329     | 2008 SD90  | 21 set 2008 | Kitt Peak     | Spacewatch          | —         | MPC                           |
| 414330     | 2008 SR97  | 21 set 2008 | Kitt Peak     | Spacewatch          | —         | MPC                           |
| 414331     | 2008 SY113 | 22 set 2008 | Kitt Peak     | Spacewatch          | —         | MPC                           |
| 414332     | 2008 SY133 | 29 out 2003 | Kitt Peak     | Spacewatch          | —         | MPC                           |
| 414333     | 2008 SN151 | 29 set 2008 | Dauban        | F. Kugel            | —         | MPC                           |
| 414334     | 2008 SC170 | 5 set 2008  | Kitt Peak     | Spacewatch          | —         | MPC                           |
| 414335     | 2008 SB192 | 25 set 2008 | Kitt Peak     | Spacewatch          | —         | MPC                           |
| 414336     | 2008 SX214 | 6 set 2008  | Kitt Peak     | Spacewatch          | —         | MPC                           |
| 414337     | 2008 SC218 | 29 set 2008 | La Sagra      | Mallorca Obs.       | —         | MPC                           |
| 414338     | 2008 SD219 | 20 set 2008 | Catalina      | CSS                 | Ursula    | MPC                           |
| 414339     | 2008 SK223 | 25 set 2008 | Mount Lemmon  | Mount Lemmon Survey | —         | MPC                           |
| 414340     | 2008 SH245 | 29 set 2008 | Mount Lemmon  | Mount Lemmon Survey | —         | MPC                           |
| 414341     | 2008 SQ252 | 20 set 2008 | Kitt Peak     | Spacewatch          | —         | MPC                           |
| 414342     | 2008 SB253 | 21 set 2008 | Kitt Peak     | Spacewatch          | —         | MPC                           |
| 414343     | 2008 SK278 | 20 set 2008 | Kitt Peak     | Spacewatch          | —         | MPC                           |
| 414344     | 2008 SX282 | 28 set 2008 | Catalina      | CSS                 | —         | MPC                           |
| 414345     | 2008 SW286 | 23 set 2008 | Catalina      | CSS                 | —         | MPC                           |
| 414346     | 2008 SV287 | 23 set 2008 | Kitt Peak     | Spacewatch          | —         | MPC                           |
| 414347     | 2008 SD303 | 24 set 2008 | Mount Lemmon  | Mount Lemmon Survey | —         | MPC                           |
| 414348     | 2008 SK308 | 30 set 2008 | Catalina      | CSS                 | —         | MPC                           |
| 414349     | 2008 TQ8   | 5 out 2008  | La Sagra      | Mallorca Obs.       | —         | MPC                           |
| 414350     | 2008 TJ18  | 1 out 2008  | Mount Lemmon  | Mount Lemmon Survey | —         | MPC                           |
| 414351     | 2008 TD31  | 1 out 2008  | Kitt Peak     | Spacewatch          | —         | MPC                           |
| 414352     | 2008 TB32  | 24 set 2008 | Kitt Peak     | Spacewatch          | —         | MPC                           |
| 414353     | 2008 TO44  | 1 out 2008  | Mount Lemmon  | Mount Lemmon Survey | —         | MPC                           |
| 414354     | 2008 TP50  | 7 set 2008  | Mount Lemmon  | Mount Lemmon Survey | —         | MPC                           |
| 414355     | 2008 TO56  | 24 set 2008 | Kitt Peak     | Spacewatch          | —         | MPC                           |
| 414356     | 2008 TB75  | 2 out 2008  | Kitt Peak     | Spacewatch          | —         | MPC                           |
| 414357     | 2008 TL79  | 2 out 2008  | Mount Lemmon  | Mount Lemmon Survey | —         | MPC                           |
| 414358     | 2008 TL95  | 6 out 2008  | Kitt Peak     | Spacewatch          | —         | MPC                           |
| 414359     | 2008 TW106 | 6 out 2008  | Mount Lemmon  | Mount Lemmon Survey | —         | MPC                           |
| 414360     | 2008 TH112 | 6 out 2008  | Catalina      | CSS                 | —         | MPC                           |
| 414361     | 2008 TE126 | 8 out 2008  | Mount Lemmon  | Mount Lemmon Survey | —         | MPC                           |
| 414362     | 2008 TF128 | 8 out 2008  | Mount Lemmon  | Mount Lemmon Survey | —         | MPC                           |
| 414363     | 2008 TU149 | 4 set 2008  | Kitt Peak     | Spacewatch          | —         | MPC                           |
| 414364     | 2008 TZ149 | 3 set 2008  | Kitt Peak     | Spacewatch          | —         | MPC                           |
| 414365     | 2008 TC191 | 9 fev 1999  | Kitt Peak     | Spacewatch          | —         | MPC                           |
| 414366     | 2008 UG9   | 24 set 2008 | Kitt Peak     | Spacewatch          | —         | MPC                           |
| 414367     | 2008 UO15  | 18 out 2008 | Kitt Peak     | Spacewatch          | —         | MPC                           |
| 414368     | 2008 UN68  | 21 out 2008 | Mount Lemmon  | Mount Lemmon Survey | Ursula    | MPC                           |
| 414369     | 2008 UM92  | 29 set 2008 | Catalina      | CSS                 | —         | MPC                           |
| 414370     | 2008 UU113 | 9 out 2008  | Kitt Peak     | Spacewatch          | —         | MPC                           |
| 414371     | 2008 UD134 | 2 out 2008  | Mount Lemmon  | Mount Lemmon Survey | —         | MPC                           |
| 414372     | 2008 UP204 | 19 out 2008 | Marly         | P. Kocher           | —         | MPC                           |
| 414373     | 2008 UB236 | 9 out 2008  | Kitt Peak     | Spacewatch          | —         | MPC                           |
| 414374     | 2008 UO249 | 27 out 2008 | Mount Lemmon  | Mount Lemmon Survey | —         | MPC                           |
| 414375     | 2008 UQ251 | 27 out 2008 | Kitt Peak     | Spacewatch          | Ursula    | MPC                           |
| 414376     | 2008 UB253 | 27 out 2008 | Mount Lemmon  | Mount Lemmon Survey | —         | MPC                           |
| 414377     | 2008 UW290 | 22 out 2008 | Kitt Peak     | Spacewatch          | —         | MPC                           |
| 414378     | 2008 UV309 | 8 out 2008  | Mount Lemmon  | Mount Lemmon Survey | —         | MPC                           |
| 414379     | 2008 UR338 | 21 out 2008 | Kitt Peak     | Spacewatch          | —         | MPC                           |
| 414380     | 2008 UH346 | 24 out 2008 | Mount Lemmon  | Mount Lemmon Survey | —         | MPC                           |
| 414381     | 2008 US361 | 9 out 2008  | Mount Lemmon  | Mount Lemmon Survey | —         | MPC                           |
| 414382     | 2008 UU363 | 27 set 2008 | Catalina      | CSS                 | —         | MPC                           |
| 414383     | 2008 UW368 | 26 out 2008 | Mount Lemmon  | Mount Lemmon Survey | —         | MPC                           |
| 414384     | 2008 VA73  | 1 nov 2008  | Mount Lemmon  | Mount Lemmon Survey | —         | MPC                           |
| 414385     | 2008 WT9   | 22 set 2008 | Mount Lemmon  | Mount Lemmon Survey | —         | MPC                           |
| 414386     | 2008 WT14  | 10 out 2008 | Mount Lemmon  | Mount Lemmon Survey | —         | MPC                           |
| 414387     | 2008 WO91  | 31 out 2008 | Mount Lemmon  | Mount Lemmon Survey | —         | MPC                           |
| 414388     | 2008 WF130 | 21 nov 2008 | Kitt Peak     | Spacewatch          | —         | MPC                           |
| 414389     | 2008 XD51  | 2 dez 2008  | Socorro       | LINEAR              | —         | MPC                           |
| 414390     | 2008 YM48  | 29 dez 2008 | Mount Lemmon  | Mount Lemmon Survey | —         | MPC                           |
| 414391     | 2008 YM54  | 29 dez 2008 | Mount Lemmon  | Mount Lemmon Survey | —         | MPC                           |
| 414392     | 2008 YK116 | 23 jan 2006 | Kitt Peak     | Spacewatch          | —         | MPC                           |
| 414393     | 2008 YK149 | 21 dez 2008 | Kitt Peak     | Spacewatch          | —         | MPC                           |
| 414394     | 2009 AE27  | 21 dez 2008 | Mount Lemmon  | Mount Lemmon Survey | —         | MPC                           |
| 414395     | 2009 AW33  | 15 jan 2009 | Kitt Peak     | Spacewatch          | —         | MPC                           |
| 414396     | 2009 AU44  | 15 jan 2009 | Kitt Peak     | Spacewatch          | —         | MPC                           |
| 414397     | 2009 AM50  | 3 jan 2009  | Mount Lemmon  | Mount Lemmon Survey | —         | MPC                           |
| 414398     | 2009 BV8   | 7 jan 2009  | Kitt Peak     | Spacewatch          | Brangane  | MPC                           |
| 414399     | 2009 BF29  | 8 nov 2008  | Mount Lemmon  | Mount Lemmon Survey | —         | MPC                           |
| 414400     | 2009 BY31  | 16 jan 2009 | Kitt Peak     | Spacewatch          | —         | MPC                           |

## 414401–414500
| Designação | Designação | Descoberta  | Descoberta      | Descobridor(es)     | Categoria | Mais informações / Referência |
| Permanente | Provisória | Data        | Local           | Descobridor(es)     | Categoria | Mais informações / Referência |
| ---------- | ---------- | ----------- | --------------- | ------------------- | --------- | ----------------------------- |
| 414401     | 2009 BY38  | 30 abr 2006 | Catalina        | CSS                 | —         | MPC                           |
| 414402     | 2009 BV39  | 7 mai 2006  | Mount Lemmon    | Mount Lemmon Survey | —         | MPC                           |
| 414403     | 2009 BY46  | 16 jan 2009 | Kitt Peak       | Spacewatch          | —         | MPC                           |
| 414404     | 2009 BK47  | 16 jan 2009 | Kitt Peak       | Spacewatch          | —         | MPC                           |
| 414405     | 2009 BC69  | 25 jan 2009 | Kitt Peak       | Spacewatch          | —         | MPC                           |
| 414406     | 2009 BL74  | 18 jan 2009 | Kitt Peak       | Spacewatch          | —         | MPC                           |
| 414407     | 2009 BE87  | 25 jan 2009 | Kitt Peak       | Spacewatch          | —         | MPC                           |
| 414408     | 2009 BJ107 | 29 jan 2009 | Kitt Peak       | Spacewatch          | —         | MPC                           |
| 414409     | 2009 BW110 | 31 jan 2009 | Mount Lemmon    | Mount Lemmon Survey | —         | MPC                           |
| 414410     | 2009 BJ111 | 27 jan 2009 | Purple Mountain | PMO NEO             | —         | MPC                           |
| 414411     | 2009 BP112 | 31 jan 2009 | Mount Lemmon    | Mount Lemmon Survey | —         | MPC                           |
| 414412     | 2009 BW148 | 31 jan 2009 | Kitt Peak       | Spacewatch          | —         | MPC                           |
| 414413     | 2009 BT150 | 27 jan 2009 | Purple Mountain | PMO NEO             | —         | MPC                           |
| 414414     | 2009 BN151 | 29 jan 2009 | Mount Lemmon    | Mount Lemmon Survey | —         | MPC                           |
| 414415     | 2009 BN169 | 20 jan 2009 | Mount Lemmon    | Mount Lemmon Survey | —         | MPC                           |
| 414416     | 2009 CF11  | 1 fev 2009  | Mount Lemmon    | Mount Lemmon Survey | —         | MPC                           |
| 414417     | 2009 CD26  | 1 fev 2009  | Kitt Peak       | Spacewatch          | —         | MPC                           |
| 414418     | 2009 CA32  | 1 fev 2009  | Kitt Peak       | Spacewatch          | —         | MPC                           |
| 414419     | 2009 CR34  | 2 fev 2009  | Mount Lemmon    | Mount Lemmon Survey | —         | MPC                           |
| 414420     | 2009 CS54  | 17 jan 2009 | Kitt Peak       | Spacewatch          | —         | MPC                           |
| 414421     | 2009 CA65  | 4 fev 2009  | Mount Lemmon    | Mount Lemmon Survey | Mitidika  | MPC                           |
| 414422     | 2009 DV1   | 16 fev 2009 | Dauban          | F. Kugel            | —         | MPC                           |
| 414423     | 2009 DS7   | 19 fev 2009 | Catalina        | CSS                 | —         | MPC                           |
| 414424     | 2009 DW7   | 19 fev 2009 | Mount Lemmon    | Mount Lemmon Survey | —         | MPC                           |
| 414425     | 2009 DT18  | 19 fev 2009 | Mount Lemmon    | Mount Lemmon Survey | —         | MPC                           |
| 414426     | 2009 DF19  | 20 fev 2009 | Kitt Peak       | Spacewatch          | —         | MPC                           |
| 414427     | 2009 DU29  | 23 fev 2009 | Calar Alto      | F. Hormuth          | —         | MPC                           |
| 414428     | 2009 DE36  | 21 fev 2009 | Kitt Peak       | Spacewatch          | Mitidika  | MPC                           |
| 414429     | 2009 DC43  | 26 fev 2009 | Catalina        | CSS                 | —         | MPC                           |
| 414430     | 2009 DD58  | 22 fev 2009 | Kitt Peak       | Spacewatch          | —         | MPC                           |
| 414431     | 2009 DP71  | 19 fev 2009 | La Sagra        | Mallorca Obs.       | —         | MPC                           |
| 414432     | 2009 DM74  | 26 fev 2009 | Catalina        | CSS                 | —         | MPC                           |
| 414433     | 2009 DM77  | 22 fev 2009 | Mount Lemmon    | Mount Lemmon Survey | —         | MPC                           |
| 414434     | 2009 DA80  | 8 out 2007  | Mount Lemmon    | Mount Lemmon Survey | —         | MPC                           |
| 414435     | 2009 DH112 | 26 fev 2009 | Catalina        | CSS                 | —         | MPC                           |
| 414436     | 2009 DN117 | 27 fev 2009 | Kitt Peak       | Spacewatch          | —         | MPC                           |
| 414437     | 2009 DO119 | 27 fev 2009 | Kitt Peak       | Spacewatch          | —         | MPC                           |
| 414438     | 2009 DQ120 | 10 mar 2005 | Mount Lemmon    | Mount Lemmon Survey | —         | MPC                           |
| 414439     | 2009 DQ122 | 19 fev 2009 | Kitt Peak       | Spacewatch          | —         | MPC                           |
| 414440     | 2009 DB132 | 20 fev 2009 | Mount Lemmon    | Mount Lemmon Survey | —         | MPC                           |
| 414441     | 2009 DG138 | 20 fev 2009 | Kitt Peak       | Spacewatch          | —         | MPC                           |
| 414442     | 2009 EK20  | 15 mar 2009 | La Sagra        | Mallorca Obs.       | —         | MPC                           |
| 414443     | 2009 EB29  | 15 mar 2009 | Kitt Peak       | Spacewatch          | —         | MPC                           |
| 414444     | 2009 FC2   | 17 mar 2009 | Taunus          | E. Schwab, R. Kling | —         | MPC                           |
| 414445     | 2009 FR23  | 21 mar 2009 | Mount Lemmon    | Mount Lemmon Survey | —         | MPC                           |
| 414446     | 2009 FJ29  | 22 mar 2009 | Catalina        | CSS                 | —         | MPC                           |
| 414447     | 2009 FM50  | 10 out 2007 | Mount Lemmon    | Mount Lemmon Survey | —         | MPC                           |
| 414448     | 2009 FG60  | 17 mar 2009 | Kitt Peak       | Spacewatch          | —         | MPC                           |
| 414449     | 2009 FD61  | 20 out 2007 | Kitt Peak       | Spacewatch          | —         | MPC                           |
| 414450     | 2009 FJ73  | 23 mar 2009 | Calar Alto      | F. Hormuth          | —         | MPC                           |
| 414451     | 2009 FN76  | 29 mar 2009 | Kitt Peak       | Spacewatch          | —         | MPC                           |
| 414452     | 2009 GS    | 3 abr 2009  | Mayhill         | A. Lowe             | —         | MPC                           |
| 414453     | 2009 HB4   | 17 abr 2009 | Kitt Peak       | Spacewatch          | —         | MPC                           |
| 414454     | 2009 HX12  | 17 abr 2009 | Kitt Peak       | Spacewatch          | —         | MPC                           |
| 414455     | 2009 HO17  | 18 abr 2009 | Kitt Peak       | Spacewatch          | —         | MPC                           |
| 414456     | 2009 HR17  | 14 out 2007 | Mount Lemmon    | Mount Lemmon Survey | —         | MPC                           |
| 414457     | 2009 HV18  | 19 abr 2009 | Kitt Peak       | Spacewatch          | —         | MPC                           |
| 414458     | 2009 HH26  | 18 abr 2009 | Kitt Peak       | Spacewatch          | —         | MPC                           |
| 414459     | 2009 HP34  | 20 abr 2009 | Mount Lemmon    | Mount Lemmon Survey | —         | MPC                           |
| 414460     | 2009 HL37  | 17 abr 2009 | Catalina        | CSS                 | —         | MPC                           |
| 414461     | 2009 HC45  | 21 abr 2009 | La Sagra        | Mallorca Obs.       | —         | MPC                           |
| 414462     | 2009 HB46  | 22 abr 2009 | La Sagra        | Mallorca Obs.       | Erigone   | MPC                           |
| 414463     | 2009 HL50  | 21 abr 2009 | Kitt Peak       | Spacewatch          | —         | MPC                           |
| 414464     | 2009 HA67  | 26 abr 2009 | Kitt Peak       | Spacewatch          | —         | MPC                           |
| 414465     | 2009 HK95  | 29 abr 2009 | Siding Spring   | SSS                 | —         | MPC                           |
| 414466     | 2009 KQ7   | 21 mai 2009 | Cerro Burek     | Alianza S4 Obs.     | Mitidika  | MPC                           |
| 414467     | 2009 KD14  | 26 mai 2009 | Kitt Peak       | Spacewatch          | —         | MPC                           |
| 414468     | 2009 KM14  | 5 jan 2006  | Mount Lemmon    | Mount Lemmon Survey | —         | MPC                           |
| 414469     | 2009 KK23  | 27 mai 2009 | Kitt Peak       | Spacewatch          | —         | MPC                           |
| 414470     | 2009 MQ8   | 25 out 2005 | Socorro         | LINEAR              | —         | MPC                           |
| 414471     | 2009 OP2   | 19 jul 2009 | La Sagra        | Mallorca Obs.       | —         | MPC                           |
| 414472     | 2009 OH3   | 22 jun 2009 | Mount Lemmon    | Mount Lemmon Survey | —         | MPC                           |
| 414473     | 2009 OQ4   | 20 jul 2009 | La Sagra        | Mallorca Obs.       | —         | MPC                           |
| 414474     | 2009 OJ11  | 27 jul 2009 | Kitt Peak       | Spacewatch          | —         | MPC                           |
| 414475     | 2009 OJ24  | 31 jul 2009 | Catalina        | CSS                 | —         | MPC                           |
| 414476     | 2009 OQ24  | 28 jul 2009 | Kitt Peak       | Spacewatch          | —         | MPC                           |
| 414477     | 2009 PH2   | 12 ago 2009 | La Sagra        | Mallorca Obs.       | —         | MPC                           |
| 414478     | 2009 PG6   | 18 jul 2009 | Siding Spring   | SSS                 | Phocaea   | MPC                           |
| 414479     | 2009 PK9   | 15 ago 2009 | Kitt Peak       | Spacewatch          | —         | MPC                           |
| 414480     | 2009 PY18  | 15 ago 2009 | Kitt Peak       | Spacewatch          | —         | MPC                           |
| 414481     | 2009 PP21  | 5 abr 2008  | Kitt Peak       | Spacewatch          | —         | MPC                           |
| 414482     | 2009 QC3   | 16 ago 2009 | Kitt Peak       | Spacewatch          | —         | MPC                           |
| 414483     | 2009 QD15  | 16 ago 2009 | Kitt Peak       | Spacewatch          | —         | MPC                           |
| 414484     | 2009 QF32  | 6 nov 2005  | Kitt Peak       | Spacewatch          | —         | MPC                           |
| 414485     | 2009 QR35  | 24 out 2005 | Kitt Peak       | Spacewatch          | —         | MPC                           |
| 414486     | 2009 QE53  | 18 ago 2009 | Catalina        | CSS                 | —         | MPC                           |
| 414487     | 2009 QV54  | 28 ago 2009 | Kitt Peak       | Spacewatch          | —         | MPC                           |
| 414488     | 2009 QS57  | 17 ago 2009 | Kitt Peak       | Spacewatch          | Ino       | MPC                           |
| 414489     | 2009 QT58  | 7 fev 2002  | Kitt Peak       | Spacewatch          | —         | MPC                           |
| 414490     | 2009 QG60  | 16 ago 2009 | Catalina        | CSS                 | —         | MPC                           |
| 414491     | 2009 RP4   | 13 set 2009 | Bisei SG Center | BATTeRS             | —         | MPC                           |
| 414492     | 2009 RK7   | 10 set 2009 | La Sagra        | Mallorca Obs.       | —         | MPC                           |
| 414493     | 2009 RG8   | 12 set 2009 | Kitt Peak       | Spacewatch          | —         | MPC                           |
| 414494     | 2009 RW10  | 12 set 2009 | Kitt Peak       | Spacewatch          | —         | MPC                           |
| 414495     | 2009 RT12  | 12 set 2009 | Kitt Peak       | Spacewatch          | —         | MPC                           |
| 414496     | 2009 RE15  | 26 mar 2007 | Kitt Peak       | Spacewatch          | —         | MPC                           |
| 414497     | 2009 RW21  | 1 ago 2009  | Kitt Peak       | Spacewatch          | —         | MPC                           |
| 414498     | 2009 RC47  | 15 set 2009 | Kitt Peak       | Spacewatch          | —         | MPC                           |
| 414499     | 2009 RX48  | 15 set 2009 | Kitt Peak       | Spacewatch          | —         | MPC                           |
| 414500     | 2009 RZ70  | 15 set 2009 | Catalina        | CSS                 | —         | MPC                           |

## 414501–414600
| Designação | Designação | Descoberta  | Descoberta      | Descobridor(es)     | Categoria | Mais informações / Referência |
| Permanente | Provisória | Data        | Local           | Descobridor(es)     | Categoria | Mais informações / Referência |
| ---------- | ---------- | ----------- | --------------- | ------------------- | --------- | ----------------------------- |
| 414501     | 2009 RK76  | 17 ago 2009 | Catalina        | CSS                 | —         | MPC                           |
| 414502     | 2009 SE1   | 2 abr 2009  | Mount Lemmon    | Mount Lemmon Survey | —         | MPC                           |
| 414503     | 2009 SX8   | 16 set 2009 | Mount Lemmon    | Mount Lemmon Survey | —         | MPC                           |
| 414504     | 2009 SZ11  | 20 ago 2009 | Kitt Peak       | Spacewatch          | —         | MPC                           |
| 414505     | 2009 SL12  | 17 fev 2007 | Mount Lemmon    | Mount Lemmon Survey | —         | MPC                           |
| 414506     | 2009 SP14  | 18 set 2009 | Bisei SG Center | BATTeRS             | —         | MPC                           |
| 414507     | 2009 SF16  | 20 set 2009 | Mayhill         | A. Lowe             | —         | MPC                           |
| 414508     | 2009 SF17  | 10 mar 2007 | Mount Lemmon    | Mount Lemmon Survey | —         | MPC                           |
| 414509     | 2009 SZ20  | 24 set 2009 | Catalina        | CSS                 | —         | MPC                           |
| 414510     | 2009 SE27  | 16 set 2009 | Kitt Peak       | Spacewatch          | —         | MPC                           |
| 414511     | 2009 SK29  | 16 set 2009 | Kitt Peak       | Spacewatch          | —         | MPC                           |
| 414512     | 2009 SH30  | 16 set 2009 | Kitt Peak       | Spacewatch          | —         | MPC                           |
| 414513     | 2009 SJ30  | 16 set 2009 | Kitt Peak       | Spacewatch          | —         | MPC                           |
| 414514     | 2009 SU37  | 16 set 2009 | Kitt Peak       | Spacewatch          | —         | MPC                           |
| 414515     | 2009 SB40  | 16 set 2009 | Kitt Peak       | Spacewatch          | Brangane  | MPC                           |
| 414516     | 2009 SC40  | 16 set 2009 | Kitt Peak       | Spacewatch          | —         | MPC                           |
| 414517     | 2009 SY40  | 16 set 2009 | Mount Lemmon    | Mount Lemmon Survey | —         | MPC                           |
| 414518     | 2009 SU43  | 16 set 2009 | Kitt Peak       | Spacewatch          | —         | MPC                           |
| 414519     | 2009 SU50  | 17 set 2009 | Kitt Peak       | Spacewatch          | —         | MPC                           |
| 414520     | 2009 SL53  | 17 set 2009 | Catalina        | CSS                 | —         | MPC                           |
| 414521     | 2009 SU53  | 17 set 2009 | Kitt Peak       | Spacewatch          | —         | MPC                           |
| 414522     | 2009 SF54  | 17 set 2009 | Kitt Peak       | Spacewatch          | Brangane  | MPC                           |
| 414523     | 2009 SR67  | 17 set 2009 | Kitt Peak       | Spacewatch          | —         | MPC                           |
| 414524     | 2009 SE71  | 17 set 2009 | Mount Lemmon    | Mount Lemmon Survey | —         | MPC                           |
| 414525     | 2009 SM75  | 17 set 2009 | Kitt Peak       | Spacewatch          | —         | MPC                           |
| 414526     | 2009 SO78  | 25 out 2005 | Mount Lemmon    | Mount Lemmon Survey | —         | MPC                           |
| 414527     | 2009 SB82  | 20 ago 2009 | Kitt Peak       | Spacewatch          | —         | MPC                           |
| 414528     | 2009 SV86  | 18 set 2009 | Mount Lemmon    | Mount Lemmon Survey | —         | MPC                           |
| 414529     | 2009 SX96  | 19 set 2009 | XuYi            | PMO NEO             | Brangane  | MPC                           |
| 414530     | 2009 SV98  | 22 set 2009 | Dauban          | F. Kugel            | —         | MPC                           |
| 414531     | 2009 SL99  | 20 set 2009 | Kitt Peak       | Spacewatch          | —         | MPC                           |
| 414532     | 2009 SM103 | 25 set 2009 | Socorro         | LINEAR              | —         | MPC                           |
| 414533     | 2009 SS114 | 18 set 2009 | Kitt Peak       | Spacewatch          | —         | MPC                           |
| 414534     | 2009 SZ121 | 18 set 2009 | Kitt Peak       | Spacewatch          | —         | MPC                           |
| 414535     | 2009 SH131 | 18 set 2009 | Kitt Peak       | Spacewatch          | —         | MPC                           |
| 414536     | 2009 SK132 | 18 set 2009 | Kitt Peak       | Spacewatch          | —         | MPC                           |
| 414537     | 2009 SZ135 | 18 set 2009 | Kitt Peak       | Spacewatch          | —         | MPC                           |
| 414538     | 2009 SY144 | 25 out 2005 | Mount Lemmon    | Mount Lemmon Survey | Themis    | MPC                           |
| 414539     | 2009 SJ151 | 3 out 1999  | Kitt Peak       | Spacewatch          | —         | MPC                           |
| 414540     | 2009 SZ153 | 20 set 2009 | Kitt Peak       | Spacewatch          | —         | MPC                           |
| 414541     | 2009 SX154 | 10 abr 2003 | Kitt Peak       | Spacewatch          | —         | MPC                           |
| 414542     | 2009 SN156 | 12 set 2009 | Kitt Peak       | Spacewatch          | —         | MPC                           |
| 414543     | 2009 SO158 | 20 set 2009 | Kitt Peak       | Spacewatch          | —         | MPC                           |
| 414544     | 2009 SW166 | 22 set 2009 | Kitt Peak       | Spacewatch          | —         | MPC                           |
| 414545     | 2009 SN168 | 26 fev 2007 | Mount Lemmon    | Mount Lemmon Survey | —         | MPC                           |
| 414546     | 2009 SR169 | 28 ago 2009 | Kitt Peak       | Spacewatch          | —         | MPC                           |
| 414547     | 2009 SZ184 | 21 set 2009 | Kitt Peak       | Spacewatch          | —         | MPC                           |
| 414548     | 2009 SU188 | 3 dez 2005  | Kitt Peak       | Spacewatch          | —         | MPC                           |
| 414549     | 2009 SA191 | 4 dez 2005  | Kitt Peak       | Spacewatch          | —         | MPC                           |
| 414550     | 2009 SL215 | 24 set 2009 | Kitt Peak       | Spacewatch          | —         | MPC                           |
| 414551     | 2009 ST217 | 24 set 2009 | Mount Lemmon    | Mount Lemmon Survey | —         | MPC                           |
| 414552     | 2009 SD239 | 17 set 2009 | Catalina        | CSS                 | —         | MPC                           |
| 414553     | 2009 SP241 | 18 set 2009 | Catalina        | CSS                 | —         | MPC                           |
| 414554     | 2009 SK259 | 16 ago 2009 | Kitt Peak       | Spacewatch          | —         | MPC                           |
| 414555     | 2009 SX262 | 18 set 1995 | Kitt Peak       | Spacewatch          | —         | MPC                           |
| 414556     | 2009 SC265 | 23 set 2009 | Mount Lemmon    | Mount Lemmon Survey | —         | MPC                           |
| 414557     | 2009 SJ274 | 25 set 2009 | Kitt Peak       | Spacewatch          | —         | MPC                           |
| 414558     | 2009 SU274 | 25 set 2009 | Kitt Peak       | Spacewatch          | —         | MPC                           |
| 414559     | 2009 SQ281 | 17 set 2009 | Kitt Peak       | Spacewatch          | —         | MPC                           |
| 414560     | 2009 SD296 | 27 set 2009 | Mount Lemmon    | Mount Lemmon Survey | —         | MPC                           |
| 414561     | 2009 SW299 | 17 set 2009 | Kitt Peak       | Spacewatch          | —         | MPC                           |
| 414562     | 2009 SU300 | 20 mar 2007 | Kitt Peak       | Spacewatch          | —         | MPC                           |
| 414563     | 2009 SY300 | 16 set 2009 | Kitt Peak       | Spacewatch          | —         | MPC                           |
| 414564     | 2009 SM305 | 17 jan 2007 | Kitt Peak       | Spacewatch          | —         | MPC                           |
| 414565     | 2009 SV316 | 18 ago 2009 | Kitt Peak       | Spacewatch          | —         | MPC                           |
| 414566     | 2009 SM320 | 21 set 2009 | Catalina        | CSS                 | Ino       | MPC                           |
| 414567     | 2009 SA323 | 14 set 2009 | Kitt Peak       | Spacewatch          | —         | MPC                           |
| 414568     | 2009 ST325 | 27 set 2009 | Mount Lemmon    | Mount Lemmon Survey | —         | MPC                           |
| 414569     | 2009 SB331 | 19 set 2009 | Catalina        | CSS                 | —         | MPC                           |
| 414570     | 2009 SW331 | 20 set 2009 | Catalina        | CSS                 | —         | MPC                           |
| 414571     | 2009 SZ332 | 12 set 2009 | Kitt Peak       | Spacewatch          | —         | MPC                           |
| 414572     | 2009 SZ350 | 28 set 2009 | Mount Lemmon    | Mount Lemmon Survey | —         | MPC                           |
| 414573     | 2009 SO354 | 22 set 2009 | Mount Lemmon    | Mount Lemmon Survey | —         | MPC                           |
| 414574     | 2009 SX355 | 21 set 2009 | Mount Lemmon    | Mount Lemmon Survey | —         | MPC                           |
| 414575     | 2009 SN356 | 16 set 2009 | Mount Lemmon    | Mount Lemmon Survey | —         | MPC                           |
| 414576     | 2009 SE357 | 20 set 2009 | Kitt Peak       | Spacewatch          | —         | MPC                           |
| 414577     | 2009 SO357 | 22 set 2009 | Mount Lemmon    | Mount Lemmon Survey | —         | MPC                           |
| 414578     | 2009 SF358 | 4 dez 2005  | Mount Lemmon    | Mount Lemmon Survey | —         | MPC                           |
| 414579     | 2009 SG360 | 27 set 2009 | Mount Lemmon    | Mount Lemmon Survey | —         | MPC                           |
| 414580     | 2009 ST362 | 23 out 2004 | Kitt Peak       | Spacewatch          | —         | MPC                           |
| 414581     | 2009 SY363 | 26 set 2009 | Kitt Peak       | Spacewatch          | Brangane  | MPC                           |
| 414582     | 2009 TB9   | 12 out 2009 | La Sagra        | Mallorca Obs.       | —         | MPC                           |
| 414583     | 2009 TK18  | 12 set 2009 | Kitt Peak       | Spacewatch          | —         | MPC                           |
| 414584     | 2009 TH42  | 11 out 2009 | Mount Lemmon    | Mount Lemmon Survey | —         | MPC                           |
| 414585     | 2009 UU18  | 23 out 2009 | Tzec Maun       | F. Tozzi            | —         | MPC                           |
| 414586     | 2009 UV18  | 22 out 2009 | Socorro         | LINEAR              | —         | MPC                           |
| 414587     | 2009 UP23  | 18 out 2009 | Mount Lemmon    | Mount Lemmon Survey | —         | MPC                           |
| 414588     | 2009 US27  | 21 out 2009 | Catalina        | CSS                 | —         | MPC                           |
| 414589     | 2009 UW29  | 8 out 2004  | Kitt Peak       | Spacewatch          | —         | MPC                           |
| 414590     | 2009 UJ31  | 18 out 2009 | Mount Lemmon    | Mount Lemmon Survey | —         | MPC                           |
| 414591     | 2009 UO33  | 18 out 2009 | Mount Lemmon    | Mount Lemmon Survey | —         | MPC                           |
| 414592     | 2009 UM39  | 22 out 2009 | Mount Lemmon    | Mount Lemmon Survey | —         | MPC                           |
| 414593     | 2009 UM40  | 18 out 2009 | Mount Lemmon    | Mount Lemmon Survey | —         | MPC                           |
| 414594     | 2009 UM53  | 22 out 2009 | Catalina        | CSS                 | —         | MPC                           |
| 414595     | 2009 UF57  | 23 out 2009 | Mount Lemmon    | Mount Lemmon Survey | —         | MPC                           |
| 414596     | 2009 UE60  | 16 set 2004 | Kitt Peak       | Spacewatch          | —         | MPC                           |
| 414597     | 2009 UY71  | 23 out 2009 | Mount Lemmon    | Mount Lemmon Survey | —         | MPC                           |
| 414598     | 2009 UZ81  | 7 abr 2006  | Kitt Peak       | Spacewatch          | —         | MPC                           |
| 414599     | 2009 UF89  | 26 out 2009 | Farra d'Isonzo  | Farra d'Isonzo      | —         | MPC                           |
| 414600     | 2009 UT89  | 21 set 2009 | Mount Lemmon    | Mount Lemmon Survey | —         | MPC                           |

## 414601–414700
| Designação | Designação | Descoberta  | Descoberta    | Descobridor(es)     | Categoria | Mais informações / Referência |
| Permanente | Provisória | Data        | Local         | Descobridor(es)     | Categoria | Mais informações / Referência |
| ---------- | ---------- | ----------- | ------------- | ------------------- | --------- | ----------------------------- |
| 414601     | 2009 UE102 | 24 out 2009 | Catalina      | CSS                 | —         | MPC                           |
| 414602     | 2009 UJ105 | 25 out 2009 | Kitt Peak     | Spacewatch          | —         | MPC                           |
| 414603     | 2009 UL106 | 21 set 2009 | Mount Lemmon  | Mount Lemmon Survey | —         | MPC                           |
| 414604     | 2009 UM106 | 21 out 2009 | Mount Lemmon  | Mount Lemmon Survey | —         | MPC                           |
| 414605     | 2009 UO106 | 21 set 2009 | Mount Lemmon  | Mount Lemmon Survey | —         | MPC                           |
| 414606     | 2009 UG108 | 18 out 2009 | Mount Lemmon  | Mount Lemmon Survey | —         | MPC                           |
| 414607     | 2009 US108 | 23 out 2009 | Kitt Peak     | Spacewatch          | Brangane  | MPC                           |
| 414608     | 2009 UL115 | 20 set 2009 | Kitt Peak     | Spacewatch          | —         | MPC                           |
| 414609     | 2009 UM132 | 16 out 2009 | Catalina      | CSS                 | —         | MPC                           |
| 414610     | 2009 UF134 | 22 out 2009 | Mount Lemmon  | Mount Lemmon Survey | Brangane  | MPC                           |
| 414611     | 2009 UT140 | 26 out 2009 | Kitt Peak     | Spacewatch          | —         | MPC                           |
| 414612     | 2009 UD143 | 18 out 2009 | Mount Lemmon  | Mount Lemmon Survey | —         | MPC                           |
| 414613     | 2009 UH144 | 23 out 2009 | Mount Lemmon  | Mount Lemmon Survey | —         | MPC                           |
| 414614     | 2009 UM144 | 16 out 2009 | Catalina      | CSS                 | —         | MPC                           |
| 414615     | 2009 UP147 | 16 out 2009 | Mount Lemmon  | Mount Lemmon Survey | —         | MPC                           |
| 414616     | 2009 US147 | 17 out 2009 | Mount Lemmon  | Mount Lemmon Survey | —         | MPC                           |
| 414617     | 2009 UU150 | 23 out 2009 | Mount Lemmon  | Mount Lemmon Survey | —         | MPC                           |
| 414618     | 2009 UQ151 | 18 out 2009 | Mount Lemmon  | Mount Lemmon Survey | —         | MPC                           |
| 414619     | 2009 UU154 | 17 out 2009 | Mount Lemmon  | Mount Lemmon Survey | —         | MPC                           |
| 414620     | 2009 VU3   | 18 set 2009 | Mount Lemmon  | Mount Lemmon Survey | Brangane  | MPC                           |
| 414621     | 2009 VN5   | 8 nov 2009  | Catalina      | CSS                 | —         | MPC                           |
| 414622     | 2009 VS11  | 23 out 2009 | Kitt Peak     | Spacewatch          | —         | MPC                           |
| 414623     | 2009 VK12  | 8 nov 2009  | Mount Lemmon  | Mount Lemmon Survey | —         | MPC                           |
| 414624     | 2009 VR12  | 8 nov 2009  | Mount Lemmon  | Mount Lemmon Survey | —         | MPC                           |
| 414625     | 2009 VT18  | 9 nov 2009  | Kitt Peak     | Spacewatch          | —         | MPC                           |
| 414626     | 2009 VK19  | 9 nov 2009  | Kitt Peak     | Spacewatch          | —         | MPC                           |
| 414627     | 2009 VM20  | 23 out 2009 | Mount Lemmon  | Mount Lemmon Survey | —         | MPC                           |
| 414628     | 2009 VO22  | 9 nov 2009  | Mount Lemmon  | Mount Lemmon Survey | —         | MPC                           |
| 414629     | 2009 VX24  | 3 mai 2008  | Kitt Peak     | Spacewatch          | —         | MPC                           |
| 414630     | 2009 VM29  | 18 out 2009 | Mount Lemmon  | Mount Lemmon Survey | —         | MPC                           |
| 414631     | 2009 VZ31  | 23 out 2009 | Kitt Peak     | Spacewatch          | —         | MPC                           |
| 414632     | 2009 VW34  | 10 nov 2009 | Mount Lemmon  | Mount Lemmon Survey | —         | MPC                           |
| 414633     | 2009 VJ37  | 8 nov 2009  | Kitt Peak     | Spacewatch          | —         | MPC                           |
| 414634     | 2009 VL37  | 8 nov 2009  | Kitt Peak     | Spacewatch          | Brangane  | MPC                           |
| 414635     | 2009 VY37  | 21 out 2009 | Mount Lemmon  | Mount Lemmon Survey | —         | MPC                           |
| 414636     | 2009 VR42  | 22 set 2009 | Mount Lemmon  | Mount Lemmon Survey | —         | MPC                           |
| 414637     | 2009 VS42  | 23 set 2009 | Mount Lemmon  | Mount Lemmon Survey | —         | MPC                           |
| 414638     | 2009 VU46  | 12 out 2009 | Mount Lemmon  | Mount Lemmon Survey | Brangane  | MPC                           |
| 414639     | 2009 VB60  | 9 nov 2009  | Catalina      | CSS                 | —         | MPC                           |
| 414640     | 2009 VZ61  | 21 out 2009 | Mount Lemmon  | Mount Lemmon Survey | —         | MPC                           |
| 414641     | 2009 VM62  | 8 nov 2009  | Kitt Peak     | Spacewatch          | Brangane  | MPC                           |
| 414642     | 2009 VA64  | 8 nov 2009  | Kitt Peak     | Spacewatch          | —         | MPC                           |
| 414643     | 2009 VT64  | 9 nov 2009  | Kitt Peak     | Spacewatch          | —         | MPC                           |
| 414644     | 2009 VX64  | 26 out 2009 | Kitt Peak     | Spacewatch          | —         | MPC                           |
| 414645     | 2009 VP66  | 9 nov 2009  | Kitt Peak     | Spacewatch          | Brangane  | MPC                           |
| 414646     | 2009 VV67  | 9 nov 2009  | Kitt Peak     | Spacewatch          | —         | MPC                           |
| 414647     | 2009 VX67  | 9 nov 2009  | Kitt Peak     | Spacewatch          | —         | MPC                           |
| 414648     | 2009 VA69  | 9 nov 2009  | Kitt Peak     | Spacewatch          | —         | MPC                           |
| 414649     | 2009 VG71  | 30 set 2009 | Mount Lemmon  | Mount Lemmon Survey | Brangane  | MPC                           |
| 414650     | 2009 VL80  | 11 nov 2009 | Catalina      | CSS                 | —         | MPC                           |
| 414651     | 2009 VU81  | 19 set 2009 | Mount Lemmon  | Mount Lemmon Survey | —         | MPC                           |
| 414652     | 2009 VF83  | 9 nov 2009  | Kitt Peak     | Spacewatch          | Brangane  | MPC                           |
| 414653     | 2009 VF94  | 8 nov 2009  | Kitt Peak     | Spacewatch          | —         | MPC                           |
| 414654     | 2009 VJ94  | 8 nov 2009  | Kitt Peak     | Spacewatch          | —         | MPC                           |
| 414655     | 2009 VR103 | 19 nov 2003 | Anderson Mesa | LONEOS              | —         | MPC                           |
| 414656     | 2009 VT116 | 8 nov 2009  | Mount Lemmon  | Mount Lemmon Survey | Brangane  | MPC                           |
| 414657     | 2009 WR4   | 16 nov 2009 | Mount Lemmon  | Mount Lemmon Survey | —         | MPC                           |
| 414658     | 2009 WZ9   | 19 nov 2009 | Socorro       | LINEAR              | —         | MPC                           |
| 414659     | 2009 WM11  | 16 nov 2009 | Kitt Peak     | Spacewatch          | —         | MPC                           |
| 414660     | 2009 WW26  | 16 nov 2009 | Kitt Peak     | Spacewatch          | Brangane  | MPC                           |
| 414661     | 2009 WB31  | 26 out 2009 | Mount Lemmon  | Mount Lemmon Survey | —         | MPC                           |
| 414662     | 2009 WM34  | 16 nov 2009 | Kitt Peak     | Spacewatch          | —         | MPC                           |
| 414663     | 2009 WW34  | 16 nov 2009 | Kitt Peak     | Spacewatch          | —         | MPC                           |
| 414664     | 2009 WX34  | 16 nov 2009 | Mount Lemmon  | Mount Lemmon Survey | —         | MPC                           |
| 414665     | 2009 WX38  | 16 out 2009 | Mount Lemmon  | Mount Lemmon Survey | —         | MPC                           |
| 414666     | 2009 WH39  | 24 fev 2006 | Mount Lemmon  | Mount Lemmon Survey | Brangane  | MPC                           |
| 414667     | 2009 WZ42  | 17 nov 2009 | Kitt Peak     | Spacewatch          | —         | MPC                           |
| 414668     | 2009 WQ44  | 23 out 2009 | Kitt Peak     | Spacewatch          | —         | MPC                           |
| 414669     | 2009 WQ69  | 18 nov 2009 | Kitt Peak     | Spacewatch          | —         | MPC                           |
| 414670     | 2009 WM70  | 21 set 2009 | Mount Lemmon  | Mount Lemmon Survey | —         | MPC                           |
| 414671     | 2009 WT73  | 18 nov 2009 | Kitt Peak     | Spacewatch          | Brangane  | MPC                           |
| 414672     | 2009 WB78  | 18 nov 2009 | Kitt Peak     | Spacewatch          | —         | MPC                           |
| 414673     | 2009 WM81  | 18 nov 2009 | Kitt Peak     | Spacewatch          | —         | MPC                           |
| 414674     | 2009 WN83  | 19 nov 2009 | Kitt Peak     | Spacewatch          | —         | MPC                           |
| 414675     | 2009 WO85  | 19 nov 2009 | Kitt Peak     | Spacewatch          | —         | MPC                           |
| 414676     | 2009 WA87  | 28 set 2003 | Kitt Peak     | Spacewatch          | —         | MPC                           |
| 414677     | 2009 WX87  | 18 abr 2007 | Mount Lemmon  | Mount Lemmon Survey | —         | MPC                           |
| 414678     | 2009 WN107 | 26 out 2009 | Kitt Peak     | Spacewatch          | —         | MPC                           |
| 414679     | 2009 WT117 | 21 out 2009 | Mount Lemmon  | Mount Lemmon Survey | —         | MPC                           |
| 414680     | 2009 WW123 | 20 nov 2009 | Kitt Peak     | Spacewatch          | —         | MPC                           |
| 414681     | 2009 WB125 | 20 nov 2009 | Kitt Peak     | Spacewatch          | —         | MPC                           |
| 414682     | 2009 WY128 | 20 nov 2009 | Mount Lemmon  | Mount Lemmon Survey | —         | MPC                           |
| 414683     | 2009 WH131 | 17 jan 2005 | Kitt Peak     | Spacewatch          | —         | MPC                           |
| 414684     | 2009 WJ131 | 19 set 2003 | Kitt Peak     | Spacewatch          | —         | MPC                           |
| 414685     | 2009 WR135 | 23 nov 2009 | Mount Lemmon  | Mount Lemmon Survey | —         | MPC                           |
| 414686     | 2009 WH139 | 10 nov 2009 | Mount Lemmon  | Mount Lemmon Survey | —         | MPC                           |
| 414687     | 2009 WO140 | 18 nov 2009 | Mount Lemmon  | Mount Lemmon Survey | —         | MPC                           |
| 414688     | 2009 WN151 | 23 jan 2006 | Kitt Peak     | Spacewatch          | —         | MPC                           |
| 414689     | 2009 WS153 | 19 nov 2009 | Mount Lemmon  | Mount Lemmon Survey | —         | MPC                           |
| 414690     | 2009 WO154 | 19 nov 2009 | Mount Lemmon  | Mount Lemmon Survey | Brangane  | MPC                           |
| 414691     | 2009 WO155 | 9 nov 2009  | Catalina      | CSS                 | —         | MPC                           |
| 414692     | 2009 WF156 | 16 out 2009 | Mount Lemmon  | Mount Lemmon Survey | —         | MPC                           |
| 414693     | 2009 WC159 | 20 nov 2009 | Mount Lemmon  | Mount Lemmon Survey | —         | MPC                           |
| 414694     | 2009 WZ160 | 4 set 2008  | Kitt Peak     | Spacewatch          | —         | MPC                           |
| 414695     | 2009 WL161 | 9 nov 2009  | Kitt Peak     | Spacewatch          | —         | MPC                           |
| 414696     | 2009 WV162 | 30 out 2009 | Mount Lemmon  | Mount Lemmon Survey | —         | MPC                           |
| 414697     | 2009 WH163 | 21 nov 2009 | Kitt Peak     | Spacewatch          | —         | MPC                           |
| 414698     | 2009 WR163 | 1 out 2003  | Kitt Peak     | Spacewatch          | —         | MPC                           |
| 414699     | 2009 WC166 | 17 nov 2009 | Kitt Peak     | Spacewatch          | —         | MPC                           |
| 414700     | 2009 WB169 | 22 nov 2009 | Kitt Peak     | Spacewatch          | Brangane  | MPC                           |

## 414701–414800
| Designação | Designação | Descoberta  | Descoberta    | Descobridor(es)     | Categoria | Mais informações / Referência |
| Permanente | Provisória | Data        | Local         | Descobridor(es)     | Categoria | Mais informações / Referência |
| ---------- | ---------- | ----------- | ------------- | ------------------- | --------- | ----------------------------- |
| 414701     | 2009 WJ170 | 22 nov 2009 | Kitt Peak     | Spacewatch          | —         | MPC                           |
| 414702     | 2009 WK170 | 17 out 2009 | Mount Lemmon  | Mount Lemmon Survey | Brangane  | MPC                           |
| 414703     | 2009 WY173 | 22 nov 2009 | Kitt Peak     | Spacewatch          | —         | MPC                           |
| 414704     | 2009 WF182 | 23 nov 2009 | Kitt Peak     | Spacewatch          | —         | MPC                           |
| 414705     | 2009 WM184 | 10 nov 2009 | Kitt Peak     | Spacewatch          | Ursula    | MPC                           |
| 414706     | 2009 WN190 | 16 nov 1998 | Kitt Peak     | Spacewatch          | —         | MPC                           |
| 414707     | 2009 WX196 | 27 jul 2009 | Kitt Peak     | Spacewatch          | —         | MPC                           |
| 414708     | 2009 WV202 | 27 out 2009 | Kitt Peak     | Spacewatch          | —         | MPC                           |
| 414709     | 2009 WL209 | 17 nov 2009 | Catalina      | CSS                 | —         | MPC                           |
| 414710     | 2009 WS212 | 16 set 2003 | Kitt Peak     | Spacewatch          | Ursula    | MPC                           |
| 414711     | 2009 WP214 | 20 nov 2009 | Kitt Peak     | Spacewatch          | —         | MPC                           |
| 414712     | 2009 WB218 | 18 nov 2009 | Kitt Peak     | Spacewatch          | —         | MPC                           |
| 414713     | 2009 WQ218 | 30 nov 2000 | Kitt Peak     | Spacewatch          | —         | MPC                           |
| 414714     | 2009 WE223 | 15 set 1998 | Kitt Peak     | Spacewatch          | —         | MPC                           |
| 414715     | 2009 WG230 | 17 nov 2009 | Mount Lemmon  | Mount Lemmon Survey | —         | MPC                           |
| 414716     | 2009 WV236 | 16 nov 2009 | Kitt Peak     | Spacewatch          | —         | MPC                           |
| 414717     | 2009 WK239 | 17 nov 2009 | Mount Lemmon  | Mount Lemmon Survey | —         | MPC                           |
| 414718     | 2009 WV247 | 16 nov 2009 | Kitt Peak     | Spacewatch          | —         | MPC                           |
| 414719     | 2009 WD249 | 18 nov 2009 | Kitt Peak     | Spacewatch          | —         | MPC                           |
| 414720     | 2009 WJ252 | 25 nov 2009 | Kitt Peak     | Spacewatch          | Eos       | MPC                           |
| 414721     | 2009 WN256 | 24 nov 2009 | Kitt Peak     | Spacewatch          | —         | MPC                           |
| 414722     | 2009 XP3   | 9 dez 2009  | La Sagra      | Mallorca Obs.       | —         | MPC                           |
| 414723     | 2009 XB5   | 10 dez 2009 | Mount Lemmon  | Mount Lemmon Survey | —         | MPC                           |
| 414724     | 2009 XU7   | 9 nov 2009  | Kitt Peak     | Spacewatch          | —         | MPC                           |
| 414725     | 2009 XP11  | 10 dez 2009 | La Sagra      | Mallorca Obs.       | —         | MPC                           |
| 414726     | 2009 XO13  | 13 dez 2009 | Mount Lemmon  | Mount Lemmon Survey | —         | MPC                           |
| 414727     | 2009 XN20  | 10 dez 2009 | Mount Lemmon  | Mount Lemmon Survey | —         | MPC                           |
| 414728     | 2009 XS22  | 13 dez 2009 | Catalina      | CSS                 | —         | MPC                           |
| 414729     | 2009 YH1   | 17 dez 2009 | Mount Lemmon  | Mount Lemmon Survey | Brangane  | MPC                           |
| 414730     | 2009 YH5   | 17 dez 2009 | Mount Lemmon  | Mount Lemmon Survey | —         | MPC                           |
| 414731     | 2009 YH19  | 26 dez 2009 | Sierra Stars  | Sierra Stars Obs.   | —         | MPC                           |
| 414732     | 2009 YS23  | 17 dez 2009 | Mount Lemmon  | Mount Lemmon Survey | —         | MPC                           |
| 414733     | 2010 AO18  | 11 nov 2009 | Mount Lemmon  | Mount Lemmon Survey | —         | MPC                           |
| 414734     | 2010 AO23  | 21 nov 2009 | Mount Lemmon  | Mount Lemmon Survey | —         | MPC                           |
| 414735     | 2010 AH59  | 30 out 2009 | Mount Lemmon  | Mount Lemmon Survey | —         | MPC                           |
| 414736     | 2010 AD66  | 11 jan 2010 | Mount Lemmon  | Mount Lemmon Survey | —         | MPC                           |
| 414737     | 2010 AU76  | 6 jan 2010  | Catalina      | CSS                 | —         | MPC                           |
| 414738     | 2010 AB77  | 7 jan 2010  | Mount Lemmon  | Mount Lemmon Survey | —         | MPC                           |
| 414739     | 2010 AL77  | 12 jan 2010 | Catalina      | CSS                 | —         | MPC                           |
| 414740     | 2010 BP4   | 21 nov 2009 | Mount Lemmon  | Mount Lemmon Survey | —         | MPC                           |
| 414741     | 2010 CZ55  | 12 fev 2010 | Socorro       | LINEAR              | —         | MPC                           |
| 414742     | 2010 CZ75  | 13 fev 2010 | Catalina      | CSS                 | Juno      | MPC                           |
| 414743     | 2010 CG132 | 10 nov 2009 | Catalina      | CSS                 | —         | MPC                           |
| 414744     | 2010 DK57  | 3 mar 2006  | Mount Lemmon  | Mount Lemmon Survey | —         | MPC                           |
| 414745     | 2010 EX13  | 5 mar 2010  | WISE          | WISE                | —         | MPC                           |
| 414746     | 2010 EH20  | 6 mar 2010  | WISE          | WISE                | —         | MPC                           |
| 414747     | 2010 EL28  | 9 mar 2010  | WISE          | WISE                | —         | MPC                           |
| 414748     | 2010 EW124 | 12 mar 2010 | Kitt Peak     | Spacewatch          | —         | MPC                           |
| 414749     | 2010 FC56  | 19 mar 2010 | Kitt Peak     | Spacewatch          | —         | MPC                           |
| 414750     | 2010 FV73  | 30 mar 2010 | WISE          | WISE                | —         | MPC                           |
| 414751     | 2010 FV97  | 7 abr 2007  | Mount Lemmon  | Mount Lemmon Survey | —         | MPC                           |
| 414752     | 2010 GN1   | 15 dez 2009 | Mount Lemmon  | Mount Lemmon Survey | —         | MPC                           |
| 414753     | 2010 GK28  | 6 abr 2010  | Kitt Peak     | Spacewatch          | —         | MPC                           |
| 414754     | 2010 GN59  | 20 dez 2009 | Catalina      | CSS                 | —         | MPC                           |
| 414755     | 2010 GK92  | 14 abr 2010 | WISE          | WISE                | —         | MPC                           |
| 414756     | 2010 GD103 | 22 ago 1995 | Kitt Peak     | Spacewatch          | —         | MPC                           |
| 414757     | 2010 GH130 | 7 out 2004  | Kitt Peak     | Spacewatch          | —         | MPC                           |
| 414758     | 2010 GS131 | 10 abr 2010 | Kitt Peak     | Spacewatch          | —         | MPC                           |
| 414759     | 2010 JP    | 3 mai 2010  | Kitt Peak     | Spacewatch          | —         | MPC                           |
| 414760     | 2010 JM47  | 9 ago 2004  | Anderson Mesa | LONEOS              | —         | MPC                           |
| 414761     | 2010 JH74  | 26 abr 2000 | Kitt Peak     | Spacewatch          | Flora     | MPC                           |
| 414762     | 2010 KZ104 | 29 mai 2010 | WISE          | WISE                | —         | MPC                           |
| 414763     | 2010 KH121 | 19 nov 2000 | Socorro       | LINEAR              | —         | MPC                           |
| 414764     | 2010 LE1   | 1 jun 2010  | Kitt Peak     | Spacewatch          | —         | MPC                           |
| 414765     | 2010 LW33  | 29 ago 2006 | Anderson Mesa | LONEOS              | —         | MPC                           |
| 414766     | 2010 MN2   | 18 jun 2010 | Westfield     | ARO                 | —         | MPC                           |
| 414767     | 2010 MC27  | 19 jun 2010 | WISE          | WISE                | —         | MPC                           |
| 414768     | 2010 MF90  | 28 nov 1999 | Kitt Peak     | Spacewatch          | —         | MPC                           |
| 414769     | 2010 NV21  | 6 jul 2010  | WISE          | WISE                | —         | MPC                           |
| 414770     | 2010 OZ30  | 20 jul 2010 | WISE          | WISE                | —         | MPC                           |
| 414771     | 2010 OW46  | 27 out 2006 | Catalina      | CSS                 | —         | MPC                           |
| 414772     | 2010 OC103 | 28 jul 2010 | WISE          | WISE                | —         | MPC                           |
| 414773     | 2010 OP112 | 10 nov 2006 | Kitt Peak     | Spacewatch          | —         | MPC                           |
| 414774     | 2010 PO24  | 6 ago 2010  | Antares       | A. Singh, S. Wadhwa | —         | MPC                           |
| 414775     | 2010 PN56  | 8 ago 2010  | WISE          | WISE                | —         | MPC                           |
| 414776     | 2010 PE59  | 5 nov 2007  | Kitt Peak     | Spacewatch          | —         | MPC                           |
| 414777     | 2010 PX60  | 19 jun 2010 | Kitt Peak     | Spacewatch          | —         | MPC                           |
| 414778     | 2010 PQ61  | 10 ago 2010 | Kitt Peak     | Spacewatch          | —         | MPC                           |
| 414779     | 2010 PN74  | 19 jun 2010 | Mount Lemmon  | Mount Lemmon Survey | —         | MPC                           |
| 414780     | 2010 PV77  | 10 ago 2010 | XuYi          | PMO NEO             | —         | MPC                           |
| 414781     | 2010 QM1   | 4 out 1999  | Kitt Peak     | Spacewatch          | —         | MPC                           |
| 414782     | 2010 QH3   | 20 jul 1999 | Kitt Peak     | Spacewatch          | —         | MPC                           |
| 414783     | 2010 QD4   | 20 ago 2010 | La Sagra      | Mallorca Obs.       | —         | MPC                           |
| 414784     | 2010 RT25  | 3 set 2010  | Socorro       | LINEAR              | —         | MPC                           |
| 414785     | 2010 RA40  | 3 set 2010  | Socorro       | LINEAR              | —         | MPC                           |
| 414786     | 2010 RE48  | 27 dez 1999 | Kitt Peak     | Spacewatch          | —         | MPC                           |
| 414787     | 2010 RE57  | 2 mar 2005  | Kitt Peak     | Spacewatch          | —         | MPC                           |
| 414788     | 2010 RW59  | 6 set 2010  | Kitt Peak     | Spacewatch          | —         | MPC                           |
| 414789     | 2010 RY80  | 28 ago 2006 | Catalina      | CSS                 | —         | MPC                           |
| 414790     | 2010 RE106 | 10 set 2010 | Kitt Peak     | Spacewatch          | —         | MPC                           |
| 414791     | 2010 RD126 | 12 set 2010 | Kitt Peak     | Spacewatch          | —         | MPC                           |
| 414792     | 2010 RO134 | 2 fev 2008  | Kitt Peak     | Spacewatch          | Mitidika  | MPC                           |
| 414793     | 2010 RR138 | 6 mar 2008  | Mount Lemmon  | Mount Lemmon Survey | —         | MPC                           |
| 414794     | 2010 RV146 | 21 ago 2006 | Kitt Peak     | Spacewatch          | —         | MPC                           |
| 414795     | 2010 RU151 | 26 fev 2009 | Mount Lemmon  | Mount Lemmon Survey | —         | MPC                           |
| 414796     | 2010 RU166 | 12 ago 2010 | Kitt Peak     | Spacewatch          | —         | MPC                           |
| 414797     | 2010 RN173 | 5 set 2010  | Mount Lemmon  | Mount Lemmon Survey | —         | MPC                           |
| 414798     | 2010 RB176 | 19 nov 2003 | Kitt Peak     | Spacewatch          | —         | MPC                           |
| 414799     | 2010 RH184 | 14 dez 2007 | Mount Lemmon  | Mount Lemmon Survey | —         | MPC                           |
| 414800     | 2010 SV3   | 17 set 2010 | Catalina      | CSS                 | —         | MPC                           |

## 414801–414900
| Designação | Designação | Descoberta  | Descoberta   | Descobridor(es)     | Categoria | Mais informações / Referência |
| Permanente | Provisória | Data        | Local        | Descobridor(es)     | Categoria | Mais informações / Referência |
| ---------- | ---------- | ----------- | ------------ | ------------------- | --------- | ----------------------------- |
| 414801     | 2010 SL18  | 25 set 2006 | Kitt Peak    | Spacewatch          | —         | MPC                           |
| 414802     | 2010 SK19  | 12 mar 2008 | Kitt Peak    | Spacewatch          | —         | MPC                           |
| 414803     | 2010 SS23  | 19 nov 2003 | Kitt Peak    | Spacewatch          | Mitidika  | MPC                           |
| 414804     | 2010 SN29  | 18 jan 2008 | Kitt Peak    | Spacewatch          | —         | MPC                           |
| 414805     | 2010 SB35  | 25 set 2006 | Mount Lemmon | Mount Lemmon Survey | —         | MPC                           |
| 414806     | 2010 SP37  | 16 out 1999 | Kitt Peak    | Spacewatch          | —         | MPC                           |
| 414807     | 2010 TW15  | 3 out 2010  | Kitt Peak    | Spacewatch          | —         | MPC                           |
| 414808     | 2010 TF16  | 8 set 2010  | Kitt Peak    | Spacewatch          | —         | MPC                           |
| 414809     | 2010 TR20  | 5 dez 2007  | Kitt Peak    | Spacewatch          | —         | MPC                           |
| 414810     | 2010 TQ25  | 3 mar 2009  | Kitt Peak    | Spacewatch          | —         | MPC                           |
| 414811     | 2010 TS27  | 2 out 2010  | Kitt Peak    | Spacewatch          | —         | MPC                           |
| 414812     | 2010 TD36  | 8 mar 2008  | Kitt Peak    | Spacewatch          | Phocaea   | MPC                           |
| 414813     | 2010 TR60  | 19 set 2006 | Kitt Peak    | Spacewatch          | —         | MPC                           |
| 414814     | 2010 TL79  | 3 out 2006  | Mount Lemmon | Mount Lemmon Survey | —         | MPC                           |
| 414815     | 2010 TX126 | 30 set 2006 | Catalina     | CSS                 | —         | MPC                           |
| 414816     | 2010 TN127 | 16 dez 2007 | Mount Lemmon | Mount Lemmon Survey | —         | MPC                           |
| 414817     | 2010 TL149 | 17 dez 2006 | Catalina     | CSS                 | —         | MPC                           |
| 414818     | 2010 UR11  | 19 out 2010 | Mount Lemmon | Mount Lemmon Survey | —         | MPC                           |
| 414819     | 2010 UV14  | 4 abr 2008  | Kitt Peak    | Spacewatch          | —         | MPC                           |
| 414820     | 2010 UF21  | 28 out 2010 | Kitt Peak    | Spacewatch          | Phocaea   | MPC                           |
| 414821     | 2010 UV26  | 29 mar 2008 | Kitt Peak    | Spacewatch          | —         | MPC                           |
| 414822     | 2010 UF27  | 17 nov 2006 | Kitt Peak    | Spacewatch          | —         | MPC                           |
| 414823     | 2010 UC34  | 1 mar 2008  | Mount Lemmon | Mount Lemmon Survey | —         | MPC                           |
| 414824     | 2010 UG36  | 14 dez 2006 | Kitt Peak    | Spacewatch          | —         | MPC                           |
| 414825     | 2010 UP39  | 13 out 2010 | Catalina     | CSS                 | —         | MPC                           |
| 414826     | 2010 UZ44  | 30 set 2006 | Mount Lemmon | Mount Lemmon Survey | Phocaea   | MPC                           |
| 414827     | 2010 UV49  | 17 set 2010 | Mount Lemmon | Mount Lemmon Survey | —         | MPC                           |
| 414828     | 2010 UM54  | 5 mar 2008  | Mount Lemmon | Mount Lemmon Survey | —         | MPC                           |
| 414829     | 2010 UF59  | 29 out 2010 | Kitt Peak    | Spacewatch          | —         | MPC                           |
| 414830     | 2010 UC60  | 15 dez 2006 | Kitt Peak    | Spacewatch          | —         | MPC                           |
| 414831     | 2010 UX60  | 17 nov 2006 | Kitt Peak    | Spacewatch          | —         | MPC                           |
| 414832     | 2010 UF75  | 30 out 2010 | Catalina     | CSS                 | —         | MPC                           |
| 414833     | 2010 UJ76  | 30 out 2010 | Kitt Peak    | Spacewatch          | —         | MPC                           |
| 414834     | 2010 UY77  | 30 out 2010 | Kitt Peak    | Spacewatch          | —         | MPC                           |
| 414835     | 2010 UW78  | 15 nov 2006 | Kitt Peak    | Spacewatch          | —         | MPC                           |
| 414836     | 2010 UE80  | 20 mar 2004 | Kitt Peak    | Spacewatch          | —         | MPC                           |
| 414837     | 2010 UY93  | 10 dez 2006 | Kitt Peak    | Spacewatch          | —         | MPC                           |
| 414838     | 2010 UY96  | 28 out 2010 | Kitt Peak    | Spacewatch          | —         | MPC                           |
| 414839     | 2010 UZ99  | 4 mar 2005  | Mount Lemmon | Mount Lemmon Survey | Mitidika  | MPC                           |
| 414840     | 2010 UD105 | 13 fev 2008 | Kitt Peak    | Spacewatch          | —         | MPC                           |
| 414841     | 2010 VF22  | 28 fev 2008 | Kitt Peak    | Spacewatch          | —         | MPC                           |
| 414842     | 2010 VP26  | 1 nov 2010  | Kitt Peak    | Spacewatch          | —         | MPC                           |
| 414843     | 2010 VR30  | 19 out 2010 | Mount Lemmon | Mount Lemmon Survey | —         | MPC                           |
| 414844     | 2010 VY30  | 11 set 2010 | Mount Lemmon | Mount Lemmon Survey | —         | MPC                           |
| 414845     | 2010 VH31  | 21 nov 2006 | Mount Lemmon | Mount Lemmon Survey | —         | MPC                           |
| 414846     | 2010 VE47  | 2 nov 2010  | Kitt Peak    | Spacewatch          | —         | MPC                           |
| 414847     | 2010 VN49  | 30 out 2010 | Catalina     | CSS                 | —         | MPC                           |
| 414848     | 2010 VV51  | 3 nov 2010  | Mount Lemmon | Mount Lemmon Survey | —         | MPC                           |
| 414849     | 2010 VO61  | 7 out 2005  | Kitt Peak    | Spacewatch          | —         | MPC                           |
| 414850     | 2010 VK63  | 28 out 2010 | Mount Lemmon | Mount Lemmon Survey | —         | MPC                           |
| 414851     | 2010 VF65  | 18 set 1993 | Kitt Peak    | Spacewatch          | —         | MPC                           |
| 414852     | 2010 VS70  | 10 ago 2010 | Kitt Peak    | Spacewatch          | —         | MPC                           |
| 414853     | 2010 VD80  | 18 nov 2006 | Kitt Peak    | Spacewatch          | —         | MPC                           |
| 414854     | 2010 VU80  | 22 nov 2006 | Kitt Peak    | Spacewatch          | —         | MPC                           |
| 414855     | 2010 VN82  | 23 nov 2006 | Kitt Peak    | Spacewatch          | —         | MPC                           |
| 414856     | 2010 VS83  | 5 mai 2008  | Mount Lemmon | Mount Lemmon Survey | —         | MPC                           |
| 414857     | 2010 VO84  | 13 dez 2006 | Mount Lemmon | Mount Lemmon Survey | —         | MPC                           |
| 414858     | 2010 VD86  | 28 out 2010 | Kitt Peak    | Spacewatch          | —         | MPC                           |
| 414859     | 2010 VG89  | 8 jan 2007  | Kitt Peak    | Spacewatch          | —         | MPC                           |
| 414860     | 2010 VW89  | 14 out 2001 | Socorro      | LINEAR              | —         | MPC                           |
| 414861     | 2010 VQ95  | 10 fev 2008 | Kitt Peak    | Spacewatch          | —         | MPC                           |
| 414862     | 2010 VM102 | 10 mar 2008 | Kitt Peak    | Spacewatch          | —         | MPC                           |
| 414863     | 2010 VU102 | 16 nov 2006 | Mount Lemmon | Mount Lemmon Survey | —         | MPC                           |
| 414864     | 2010 VE108 | 11 set 2010 | Mount Lemmon | Mount Lemmon Survey | —         | MPC                           |
| 414865     | 2010 VA115 | 7 nov 2010  | Socorro      | LINEAR              | —         | MPC                           |
| 414866     | 2010 VT117 | 29 ago 2005 | Kitt Peak    | Spacewatch          | —         | MPC                           |
| 414867     | 2010 VV118 | 13 dez 2006 | Kitt Peak    | Spacewatch          | —         | MPC                           |
| 414868     | 2010 VP131 | 11 nov 2006 | Kitt Peak    | Spacewatch          | Phocaea   | MPC                           |
| 414869     | 2010 VB152 | 23 out 2006 | Mount Lemmon | Mount Lemmon Survey | —         | MPC                           |
| 414870     | 2010 VW163 | 30 out 2010 | Kitt Peak    | Spacewatch          | Phocaea   | MPC                           |
| 414871     | 2010 VG167 | 5 abr 2008  | Mount Lemmon | Mount Lemmon Survey | —         | MPC                           |
| 414872     | 2010 VJ171 | 10 nov 2010 | Mount Lemmon | Mount Lemmon Survey | —         | MPC                           |
| 414873     | 2010 VV176 | 27 mar 2008 | Kitt Peak    | Spacewatch          | —         | MPC                           |
| 414874     | 2010 VA185 | 22 nov 2006 | Mount Lemmon | Mount Lemmon Survey | —         | MPC                           |
| 414875     | 2010 VY191 | 23 nov 2006 | Kitt Peak    | Spacewatch          | —         | MPC                           |
| 414876     | 2010 VA192 | 19 out 2006 | Mount Lemmon | Mount Lemmon Survey | —         | MPC                           |
| 414877     | 2010 VF193 | 28 set 2006 | Mount Lemmon | Mount Lemmon Survey | —         | MPC                           |
| 414878     | 2010 VM194 | 13 nov 2010 | Mount Lemmon | Mount Lemmon Survey | —         | MPC                           |
| 414879     | 2010 VQ204 | 17 out 2010 | Mount Lemmon | Mount Lemmon Survey | —         | MPC                           |
| 414880     | 2010 VD212 | 31 mar 2008 | Mount Lemmon | Mount Lemmon Survey | —         | MPC                           |
| 414881     | 2010 VY218 | 6 dez 1997  | Caussols     | ODAS                | —         | MPC                           |
| 414882     | 2010 VW219 | 17 out 2010 | Mount Lemmon | Mount Lemmon Survey | —         | MPC                           |
| 414883     | 2010 WR5   | 27 nov 2010 | Mount Lemmon | Mount Lemmon Survey | —         | MPC                           |
| 414884     | 2010 WR21  | 1 nov 2010  | Kitt Peak    | Spacewatch          | —         | MPC                           |
| 414885     | 2010 WP32  | 31 ago 2005 | Kitt Peak    | Spacewatch          | —         | MPC                           |
| 414886     | 2010 WB46  | 27 nov 2010 | Mount Lemmon | Mount Lemmon Survey | —         | MPC                           |
| 414887     | 2010 WM49  | 11 dez 2006 | Kitt Peak    | Spacewatch          | —         | MPC                           |
| 414888     | 2010 WG50  | 8 nov 2010  | Kitt Peak    | Spacewatch          | —         | MPC                           |
| 414889     | 2010 WX50  | 27 out 2006 | Mount Lemmon | Mount Lemmon Survey | —         | MPC                           |
| 414890     | 2010 WE67  | 1 nov 2006  | Mount Lemmon | Mount Lemmon Survey | —         | MPC                           |
| 414891     | 2010 XO12  | 9 fev 2007  | Catalina     | CSS                 | —         | MPC                           |
| 414892     | 2010 XS15  | 28 abr 2004 | Kitt Peak    | Spacewatch          | —         | MPC                           |
| 414893     | 2010 XF16  | 14 mai 2008 | Mount Lemmon | Mount Lemmon Survey | —         | MPC                           |
| 414894     | 2010 XE19  | 14 dez 2006 | Kitt Peak    | Spacewatch          | —         | MPC                           |
| 414895     | 2010 XR20  | 25 nov 2006 | Mount Lemmon | Mount Lemmon Survey | —         | MPC                           |
| 414896     | 2010 XP22  | 31 mar 2008 | Kitt Peak    | Spacewatch          | —         | MPC                           |
| 414897     | 2010 XG24  | 13 dez 2006 | Kitt Peak    | Spacewatch          | —         | MPC                           |
| 414898     | 2010 XW37  | 17 dez 2006 | Mount Lemmon | Mount Lemmon Survey | —         | MPC                           |
| 414899     | 2010 XJ38  | 30 out 2005 | Mount Lemmon | Mount Lemmon Survey | —         | MPC                           |
| 414900     | 2010 XV38  | 4 set 2010  | Kitt Peak    | Spacewatch          | —         | MPC                           |

## 414901–415000
| Designação | Designação | Descoberta  | Descoberta    | Descobridor(es)     | Categoria | Mais informações / Referência |
| Permanente | Provisória | Data        | Local         | Descobridor(es)     | Categoria | Mais informações / Referência |
| ---------- | ---------- | ----------- | ------------- | ------------------- | --------- | ----------------------------- |
| 414901     | 2010 XT39  | 25 nov 2006 | Mount Lemmon  | Mount Lemmon Survey | —         | MPC                           |
| 414902     | 2010 XD42  | 25 abr 2003 | Kitt Peak     | Spacewatch          | —         | MPC                           |
| 414903     | 2010 XT45  | 10 ago 2010 | Kitt Peak     | Spacewatch          | —         | MPC                           |
| 414904     | 2010 XN64  | 21 dez 2006 | Kitt Peak     | Spacewatch          | —         | MPC                           |
| 414905     | 2010 XR64  | 6 nov 2010  | Mount Lemmon  | Mount Lemmon Survey | —         | MPC                           |
| 414906     | 2010 XK69  | 28 jan 2007 | Mount Lemmon  | Mount Lemmon Survey | —         | MPC                           |
| 414907     | 2010 XN71  | 24 ago 2001 | Anderson Mesa | LONEOS              | —         | MPC                           |
| 414908     | 2010 XH76  | 21 dez 2006 | Mount Lemmon  | Mount Lemmon Survey | —         | MPC                           |
| 414909     | 2010 XL76  | 12 dez 2006 | Kitt Peak     | Spacewatch          | —         | MPC                           |
| 414910     | 2010 XB84  | 2 dez 2010  | Mount Lemmon  | Mount Lemmon Survey | —         | MPC                           |
| 414911     | 2010 YE1   | 23 fev 2007 | Kitt Peak     | Spacewatch          | —         | MPC                           |
| 414912     | 2010 YN2   | 18 ago 2009 | Kitt Peak     | Spacewatch          | —         | MPC                           |
| 414913     | 2010 YY4   | 14 dez 2010 | Mount Lemmon  | Mount Lemmon Survey | —         | MPC                           |
| 414914     | 2011 AF9   | 25 fev 2007 | Mount Lemmon  | Mount Lemmon Survey | —         | MPC                           |
| 414915     | 2011 AR9   | 1 nov 2005  | Mount Lemmon  | Mount Lemmon Survey | —         | MPC                           |
| 414916     | 2011 AU11  | 6 dez 2010  | Mount Lemmon  | Mount Lemmon Survey | —         | MPC                           |
| 414917     | 2011 AA20  | 30 dez 2005 | Socorro       | LINEAR              | —         | MPC                           |
| 414918     | 2011 AX27  | 5 dez 2010  | Mount Lemmon  | Mount Lemmon Survey | —         | MPC                           |
| 414919     | 2011 AP31  | 7 nov 2010  | Mount Lemmon  | Mount Lemmon Survey | —         | MPC                           |
| 414920     | 2011 AG33  | 1 nov 2005  | Mount Lemmon  | Mount Lemmon Survey | —         | MPC                           |
| 414921     | 2011 AX34  | 13 mar 2007 | Catalina      | CSS                 | —         | MPC                           |
| 414922     | 2011 AT36  | 19 jun 2007 | Kitt Peak     | Spacewatch          | Brangane  | MPC                           |
| 414923     | 2011 AT39  | 5 dez 2010  | Mount Lemmon  | Mount Lemmon Survey | —         | MPC                           |
| 414924     | 2011 AC41  | 15 out 2009 | Catalina      | CSS                 | —         | MPC                           |
| 414925     | 2011 AG45  | 10 jan 2011 | Kitt Peak     | Spacewatch          | —         | MPC                           |
| 414926     | 2011 AP45  | 25 nov 2005 | Catalina      | CSS                 | —         | MPC                           |
| 414927     | 2011 AG49  | 21 mar 2002 | Kitt Peak     | Spacewatch          | —         | MPC                           |
| 414928     | 2011 AM49  | 24 out 2005 | Kitt Peak     | Spacewatch          | —         | MPC                           |
| 414929     | 2011 AV52  | 26 out 2009 | Kitt Peak     | Spacewatch          | —         | MPC                           |
| 414930     | 2011 AH57  | 11 jan 2011 | Kitt Peak     | Spacewatch          | —         | MPC                           |
| 414931     | 2011 AQ63  | 10 dez 2010 | Mount Lemmon  | Mount Lemmon Survey | Brangane  | MPC                           |
| 414932     | 2011 AC66  | 13 jan 2000 | Kitt Peak     | Spacewatch          | —         | MPC                           |
| 414933     | 2011 AH67  | 4 out 2004  | Kitt Peak     | Spacewatch          | —         | MPC                           |
| 414934     | 2011 AW69  | 7 jan 2006  | Kitt Peak     | Spacewatch          | Brangane  | MPC                           |
| 414935     | 2011 AD75  | 8 dez 2005  | Catalina      | CSS                 | —         | MPC                           |
| 414936     | 2011 BJ1   | 2 dez 2005  | Socorro       | LINEAR              | —         | MPC                           |
| 414937     | 2011 BV6   | 7 jan 2011  | Kitt Peak     | Spacewatch          | —         | MPC                           |
| 414938     | 2011 BK7   | 24 out 2005 | Kitt Peak     | Spacewatch          | —         | MPC                           |
| 414939     | 2011 BC17  | 2 jan 2011  | Catalina      | CSS                 | —         | MPC                           |
| 414940     | 2011 BN27  | 25 jan 2011 | Kitt Peak     | Spacewatch          | —         | MPC                           |
| 414941     | 2011 BX34  | 5 set 2008  | Kitt Peak     | Spacewatch          | —         | MPC                           |
| 414942     | 2011 BX45  | 11 dez 2004 | Kitt Peak     | Spacewatch          | —         | MPC                           |
| 414943     | 2011 BS53  | 12 jan 2011 | Kitt Peak     | Spacewatch          | Brangane  | MPC                           |
| 414944     | 2011 BM55  | 25 dez 2005 | Kitt Peak     | Spacewatch          | —         | MPC                           |
| 414945     | 2011 BR56  | 29 nov 2005 | Kitt Peak     | Spacewatch          | —         | MPC                           |
| 414946     | 2011 BG57  | 28 dez 2005 | Kitt Peak     | Spacewatch          | —         | MPC                           |
| 414947     | 2011 BH70  | 25 nov 2005 | Catalina      | CSS                 | —         | MPC                           |
| 414948     | 2011 BM70  | 27 jan 2011 | Kitt Peak     | Spacewatch          | —         | MPC                           |
| 414949     | 2011 BK84  | 11 abr 2007 | Mount Lemmon  | Mount Lemmon Survey | —         | MPC                           |
| 414950     | 2011 BU85  | 27 jan 2011 | Kitt Peak     | Spacewatch          | Brangane  | MPC                           |
| 414951     | 2011 BF98  | 10 jan 2011 | Mount Lemmon  | Mount Lemmon Survey | —         | MPC                           |
| 414952     | 2011 BU100 | 8 fev 2000  | Kitt Peak     | Spacewatch          | —         | MPC                           |
| 414953     | 2011 BO101 | 8 dez 2005  | Kitt Peak     | Spacewatch          | —         | MPC                           |
| 414954     | 2011 BF116 | 20 jan 2002 | Kitt Peak     | Spacewatch          | —         | MPC                           |
| 414955     | 2011 BC117 | 5 out 2005  | Catalina      | CSS                 | —         | MPC                           |
| 414956     | 2011 BZ117 | 31 jan 2006 | Kitt Peak     | Spacewatch          | —         | MPC                           |
| 414957     | 2011 BE119 | 25 dez 2005 | Kitt Peak     | Spacewatch          | —         | MPC                           |
| 414958     | 2011 BH119 | 25 dez 2005 | Kitt Peak     | Spacewatch          | —         | MPC                           |
| 414959     | 2011 BS122 | 22 fev 2006 | Kitt Peak     | Spacewatch          | —         | MPC                           |
| 414960     | 2011 CS4   | 16 jan 2011 | Mount Lemmon  | Mount Lemmon Survey | —         | MPC                           |
| 414961     | 2011 CS5   | 16 mai 2007 | Mount Lemmon  | Mount Lemmon Survey | —         | MPC                           |
| 414962     | 2011 CD7   | 22 ago 2004 | Kitt Peak     | Spacewatch          | —         | MPC                           |
| 414963     | 2011 CV9   | 9 dez 2010  | Mount Lemmon  | Mount Lemmon Survey | —         | MPC                           |
| 414964     | 2011 CY9   | 10 jan 2006 | Mount Lemmon  | Mount Lemmon Survey | Brangane  | MPC                           |
| 414965     | 2011 CQ15  | 16 set 2009 | Kitt Peak     | Spacewatch          | —         | MPC                           |
| 414966     | 2011 CX22  | 19 nov 2009 | Kitt Peak     | Spacewatch          | —         | MPC                           |
| 414967     | 2011 CX34  | 29 dez 2005 | Socorro       | LINEAR              | —         | MPC                           |
| 414968     | 2011 CK37  | 3 mar 2006  | Kitt Peak     | Spacewatch          | —         | MPC                           |
| 414969     | 2011 CP50  | 30 set 2009 | Mount Lemmon  | Mount Lemmon Survey | —         | MPC                           |
| 414970     | 2011 CN69  | 26 set 2005 | Kitt Peak     | Spacewatch          | —         | MPC                           |
| 414971     | 2011 CY78  | 22 set 2009 | Mount Lemmon  | Mount Lemmon Survey | —         | MPC                           |
| 414972     | 2011 CP85  | 4 set 2008  | Kitt Peak     | Spacewatch          | —         | MPC                           |
| 414973     | 2011 CH88  | 26 jan 2006 | Mount Lemmon  | Mount Lemmon Survey | —         | MPC                           |
| 414974     | 2011 CP106 | 24 ago 2008 | Kitt Peak     | Spacewatch          | —         | MPC                           |
| 414975     | 2011 CP108 | 30 set 2003 | Kitt Peak     | Spacewatch          | —         | MPC                           |
| 414976     | 2011 DJ1   | 21 ago 2008 | Kitt Peak     | Spacewatch          | —         | MPC                           |
| 414977     | 2011 DD3   | 14 dez 2010 | Mount Lemmon  | Mount Lemmon Survey | —         | MPC                           |
| 414978     | 2011 DY11  | 25 fev 2006 | Mount Lemmon  | Mount Lemmon Survey | —         | MPC                           |
| 414979     | 2011 DN12  | 30 out 2009 | Mount Lemmon  | Mount Lemmon Survey | —         | MPC                           |
| 414980     | 2011 DB21  | 6 jan 2002  | Kitt Peak     | Spacewatch          | —         | MPC                           |
| 414981     | 2011 DR22  | 19 abr 2006 | Kitt Peak     | Spacewatch          | —         | MPC                           |
| 414982     | 2011 DX22  | 2 out 2008  | Kitt Peak     | Spacewatch          | —         | MPC                           |
| 414983     | 2011 DU37  | 7 set 2008  | Mount Lemmon  | Mount Lemmon Survey | —         | MPC                           |
| 414984     | 2011 EB3   | 6 set 2008  | Mount Lemmon  | Mount Lemmon Survey | —         | MPC                           |
| 414985     | 2011 EM6   | 5 abr 2000  | Socorro       | LINEAR              | —         | MPC                           |
| 414986     | 2011 EW12  | 11 nov 2009 | Kitt Peak     | Spacewatch          | —         | MPC                           |
| 414987     | 2011 EN23  | 8 jan 2011  | Mount Lemmon  | Mount Lemmon Survey | Brangane  | MPC                           |
| 414988     | 2011 EX23  | 30 set 2009 | Mount Lemmon  | Mount Lemmon Survey | —         | MPC                           |
| 414989     | 2011 ES47  | 2 mar 2005  | Kitt Peak     | Spacewatch          | —         | MPC                           |
| 414990     | 2011 EM51  | 10 mar 2011 | Kitt Peak     | Spacewatch          | —         | MPC                           |
| 414991     | 2011 EO73  | 7 set 2008  | Mount Lemmon  | Mount Lemmon Survey | —         | MPC                           |
| 414992     | 2011 EK77  | 4 nov 2004  | Kitt Peak     | Spacewatch          | —         | MPC                           |
| 414993     | 2011 EA78  | 1 set 2005  | Kitt Peak     | Spacewatch          | —         | MPC                           |
| 414994     | 2011 ES80  | 8 dez 2004  | Socorro       | LINEAR              | —         | MPC                           |
| 414995     | 2011 EO84  | 30 abr 2006 | Kitt Peak     | Spacewatch          | —         | MPC                           |
| 414996     | 2011 FJ    | 26 fev 2000 | Kitt Peak     | Spacewatch          | —         | MPC                           |
| 414997     | 2011 FN28  | 5 abr 2000  | Socorro       | LINEAR              | —         | MPC                           |
| 414998     | 2011 FA35  | 16 jan 2000 | Kitt Peak     | Spacewatch          | —         | MPC                           |
| 414999     | 2011 FJ55  | 16 dez 2004 | Kitt Peak     | Spacewatch          | —         | MPC                           |
| 415000     | 2011 FB56  | 23 fev 2011 | Kitt Peak     | Spacewatch          | —         | MPC                           |